# Италия
Италия (на италиански: Italia), официално название Италианска република (на италиански: Repubblica Italiana), е държава, разположена в Южна и Западна Европа, чиято територия до голяма степен съвпада с географския регион Италия. Тя е унитарна парламентарна република. Към 1 януари 2023 г. населението ѝ е близо 59 млн. души, което я прави третата по големина държава в ЕС по население след Германия и Франция. От 1870 г. столицата ѝ е Рим.
Оградена от Алпийската дъга, Италия граничи на север, от запад на изток, с Франция, Швейцария, Австрия и Словения. Апенинският полуостров се простира в Средиземно море, заобиколен от Лигурско, Тиренско, Йонийско и Адриатическо море, и от множество острови (най-големите от които са Сицилия и Сардиния), на общо 302 068,26 km². Държавите Ватикан и Сан Марино са анклави в Италия, докато Кампионе д'Италия е италиански ексклав в Швейцария.
Кръстопът на множество праисторически култури, Древна Италия е обединена от древноримската цивилизация, превръщайки се в административен, икономически, културен и политически център на Римската империя. След падането на Западната Римска империя Средновековна Италия е подложена на нашествията и господството на варварите, губейки своето политическо единство. Между XV и XVI век, с разпространението на хуманизма и Ренесанса, тя отново се превръща в културен център на Западния свят, а също и в бойното поле на големите европейски сили по време на Италианските войни. След това полуостровът преживява контрареформацията, барока и неокласицизма.
След Наполеоновата епоха италианците се борят за национално обединение и независимост в епохата на Рисорджименто, а след Втората война за независимост и Похода на хилядата на 17 март 1861 г. се ражда Кралство Италия, което печели победа в Първата световна война (1918), завършвайки процеса на национално обединение. През 1946 г., след двадесет години фашизъм (1922 – 1943), поражение във Втората световна война и окончателна Освободителна война, Италианската държава става република след институционален референдум, проведен на 2 юни.
През 2021 г. Италия, осмата икономическа сила в света и третата в Европейския съюз, е страна с висок жизнен стандарт: индексът на човешкото развитие е много висок, 0,895, а средната продължителност на живота е 83,3 години. Тя е член-учредител на Европейския съюз, НАТО, Съвета на Европа и ОИСР, член е на Еврозоната и е присъединена към ООН и Шенгенското споразумение. Италия също е член на Г-7 и Г-20, участва в проекта на НАТО за ядрено споделяне и е както регионална сила, така и велика сила. Това е петата най-посещавана страна в света към 2019 г. (38,4 млн. души) и се гордее с най-големия брой обекти на ЮНЕСКО в Списъка на световното културно и природно наследство (59).

## Произход на името
Собственото име „Италия“ се ражда като топоним. Неговият произход – предмет на изследвания както от лингвисти, така и от историци, е спорен. Въпреки това невинаги се предлагат етимологии в тесния смисъл на думата, а хипотези, основаващи се на съображения, външни за специфичната езикова реконструкция на името, или касаещи традиции – недоказани (като съществуването на митологичния крал на енотрите Итал), или малко вероятни (като връзката на името с лозата).
Преди името „Италия“ да бъде установено, са били използвани други термини за обозначаване на полуострова, включително Есперия (Западна земя), Енотрия (Земя на виното) или Авзония (Земя на авзоните). Тези термини са останали в поетичната употреба за Италия.

## История
Италианската история има основно значение за развитието на културата и обществения живот в Средиземноморието. Още в праисторически времена Апенинският полуостров е арена на важни човешки дейности и затова могат да се намерят интересни археологически зони в много райони на страната – Лацио, Тоскана и Умбрия.

### Ранна история
Първата значима цивилизация, която се появява на територията на днешна Италия, е етруската. Тя е сравнително развита цивилизация, съществувала за неизвестен период от време до формирането на Римската империя. Етруските, които имат собствен бит, език и писменост, в крайна сметка са асимилирани от италийците. В последвалите векове Римската империя започва да набира сили и постепенно завладява целия Средиземноморски регион. Рим се превръща в „световна столица“ и става един от най-големите и богати градове в света. През IV век паралелно с разпространението на християнството се обособяват Западната Римска империя и Византийската империя.
Постепенно обаче империята започва да отслабва вследствие на упадъка на робовладелческия обществено-икономически строй и под натиска на все по-засилващи се варварски нападения, в резултат на което територията ѝ се свива значително. Съществуването на Западната Римска империя завършва окончателно с пленяването на императора ѝ Ромул Августул през 476 г. и неговата абдикация. Това събитие се счита от много историци за началото на Средновековието в Европа.

### Средновековие и Ренесанс
Средновековието в Италия се характеризира с децентрализираност и сравнително голямо влияние на Католическата църква. Поелият властта след Ромул Августул Одоакър управлява до 493 г., титулувайки себе си „крал на Италия“. Управлението му приключва с нападението на остготите, предвождани от Теодорих Велики, което в крайна сметка довежда и до Третата готска война (535 – 554). В нея византийският император Юстиниан I надделява над остготите, но войната опустошава Италия и впоследствие довежда до още по-голямото ѝ разпокъсване вследствие на нашествието на лангобардите. Тяхното трайно установяване на голяма част от Апенинския полуостров окончателно потъпква надеждите на Юстиниан за възстановяване на Западната Римска империя и довеждат до разделянето ѝ през следващите няколко века на градове-държави и малки деспотства.
През 584 г. е образуван Равенският екзархат, който в началото на своето съществуване е под контрола на Византия. Той служи като аванпост срещу варварските нападения до 751 г., когато лангобардите превземат Равена. Тъй като в резултат и на арабските нашествия византийското влияние на полуострова е почти напълно елиминирано, папската институция, макар и слаба и в този период владееща единствено Рим и териториите непосредствено около него, остава единствената централизирана форма на власт в Италия. Тя постепенно прераства в независимата Папска държава, провъзгласена официално от краля на франките Пипин III Къси и се утвърждава като значителен политически фактор в Западна Европа по времето на Карл Велики.
Към 1000 г. икономическият възход в Европа и увеличаването на несигурността в сухопътните маршрути довежда до по-голямо търсене на морския транспорт в Средиземно море. Това води до формирането на т. нар. морски републики – градове-държави с олигархично управление, издържащи се предимно от търговия и транспорт на стоки, главните от които са Генуезката република и Венецианската република. Значително по-голямата лична свобода на населението в тези държави е предпоставка за художествения и научен подем в края на XIV век.
Все по-засилващите се междуособици и личностни амбиции в Папската държава довеждат до преместване на седалището ѝ в Авиньон – до голяма степен вследствие на това градовете държави в по-развитата Северна Италия стават напълно независими от Свещената Римска империя и в тях се появяват първите наченки на новия капиталистически обществено-икономически строй. Италианският ренесанс започва в Тоскана, и по-специално във Флоренция, и после прониква в градовете Сиена и Лука. В културно отношение този период се характеризира със завръщане към ценностите на Античността и внедряването им в изкуството, философията и архитектурата; фокусът на възприятие от страна на ренесансовите мислители се изменя от Бога към човека. Това е и една от първите стъпки към отхвърлянето на теократично-феодалния модел на Средновековието, макар и той поначало да не е толкова разпространен на Апенинския полуостров. Културният разцвет на Ренесанса обаче не е всеобхватен и само малка част от населението в Италия бива повлияна от неговите идеи. Въпреки това артистичните постижения на италианските творци оказват огромно влияние върху по-нататъшното развитие на Европа. Такива са сонетите на Петрарка, „Владетелят“ на Макиавели и „Декамерон“ на Бокачо, фреските и картините на Джото, Мазачо, Ботичели, Тициан, разнообразните творби и открития на Микеланджело и Леонардо да Винчи, архитектурните проекти на Андреа Паладио и Филипо Брунелески.
Паралелно с икономическия, културния и научен възход на Ренесанса обаче идват и редица проблеми, сред които т. нар. Черната смърт в средата на XIV век и войните за власт в градовете държави между местните благороднически семейства. Така една след друга избухва поредица от войни – Италианските войни, които продължават до 1559 г.

### Период на чужда зависимост
Най-значимата от Италианските войни е тази на Камбрийската лига (1508 – 1516), в която се включват (на различни етапи) Венецианската република, Папската държава, Свещената Римска империя, Шотландия, Англия, Миланското херцогство и други. Отслабените от войните и чумните епидемии италиански държави в крайна сметка попадат под управлението на Хабсбургска Испания (1559 – 1713) и Хабсбургска Австрия (1713 – 1796).
Към 1790 г. на Апенинския полуостров и в съседните региони в повече или по-малка степен под италианско управление са Венецианската и Генуезката република, кралствата Сардиния и Сицилия, и Папската държава. По-малки независими държави са Република Лука, Пармското херцогство, Моденското херцогство, Сан Марино и Рагуза (днешен Дубровник). Всички тези държави до 1796 г. са под индиректен австрийски контрол, а след инвазията на Наполеон от 1796 –1797 г. Франция и Австрия си поделят хегемонията над региона. Създаването на дъщерни републики на Франция, като Цизалпийската република, поражда първите искри на италианския национализъм. През 1802 г. Цизалпийската република е реформирана в Италианска република, а Наполеон се провъзгласява за неин лидер. През 1805 г. към нея са включени Венето и Далмация, и републиката се преобразува в Кралство Италия. Междувременно отношенията на папата с владетеля на Франция се влошават дотолкова, че последният бива отлъчен от Църквата. Диктаторът отговаря на този акт с пълната окупация на Папската държава през 1809 г. и заточение на папа Пий VII във Франция, което трае до 1814 г.
След битката при Лайпциг през октомври 1813 г. краят на Наполеоновата империя започва да става очевиден. Италианските държави изоставят съюза си с Франция и се съюзяват с австрийците. През 1814 г. Наполеон абдикира, като по време на краткото му завръщане на власт (т. нар. Сто дни) Жоашен Мюра – ръководител на Неаполитанското кралство, прави опит отново да обедини разпадащата се италианска държава. След Виенския конгрес от 1815 г., практически възстановил статуквото в Европа от периода преди Великата френска революция, за Италия започва нов период на политическа разпокъсаност.

### Обединение на Италия и създаване на италианската нация
Днешната държава Италия е създадена едва на 17 март 1861 г., когато съществуващите дотогава държави на Апенинския полуостров и Двете Сицилии са обединени от крал Виктор Емануил II от Савойската династия, дотогава крал на Пиемонт и Сардиния. Архитекти на обединението на Италия са граф Камило Бенсо ди Кавур, първи министър-председател на Кралство Италия, и революционерът Джузепе Гарибалди. Рим и областта Лацио остават в продължение на още десет години под властта на Папата – до 20 септември 1870 г., когато са присъединени към Италия. С това италианското обединение е почти окончателно завършено. Понастоящем Ватиканът (както и Сан Марино) е независима държава, анклав на Италия.

### Италиански фашизъм и Втора световна война
В контекста на народните въстания от червения двугодишен период (1919 – 1920 г.) се ражда ескадризмът, който потушава работническите и селските въстания със сплашване и нападения срещу централите на социалистическите организации. През 1919 г. Бенито Мусолини основава първата фашистка партия в Милано, която по-късно се влива в Националната фашистка партия, а на 30 октомври 1922 г., след Похода към Рим, той идва на власт.
На италианските политически избори от 1924 г. Мусолини печели 64,9% от гласовете и, както е постановено от Закон „Ачербо“, 2/3 от местата, определени за листата с относително мнозинство, получила най-малко 25% от гласовете. Осъждането на Джакомо Матеоти за нередностите на изборите е последвано няколко дни по-късно от неговото отвличане и убийство. През 1925 г., след реч в парламента, Мусолини се обявява за диктатор.
В двугодишния период 1925 – 1926 г. са издадени т. нар. Изключителни фашистки закони (Leggi fascistissime), с които започва превръщането на кралството в авторитарна държава, чрез създаването на Специален фашистки трибунал, политически затвор за антифашистите и тайна полиция на име OVRA. През 1929 г. са подписани Латеранските пактове, които затварят римския въпрос, а през 1938 г. са приети расовите закони, главно, но не само, срещу евреите, следвайки модела на „Расовия манифест“.
От 1935 г. Мусолини акцентира върху своята агресивна външна политика: завладява Етиопия, провъзгласява раждането на Италианската империя, намесва се в гражданската война в Испания и окупира Албания. През май 1939 г. той подписва Стоманения пакт, който установява съюза с Нацистка Германия на Адолф Хитлер, заедно с която Италия влиза във Втората световна война, след първоначален период на невоюване, на 10 юни 1940 г. срещу Франция и Обединеното кралство. През 1941 г. е обявена война и на СССР и, заедно с Японската империя, на Съединените щати.
Военните поражения на всички театри на войната (по-специално този на Ел Аламейн в Северна Африка и този на река Дон на руския фронт) и преди всичко съюзническият десант в Сицилия отслабват Мусолини, който на 24 юли 1943 г. на среща на Големия фашистки съвет е дисквалифициран. На следващия ден той е арестуван от крал Виктор Емануил III, който го заменя като глава на правителството с Пиетро Бадолио. Няколко седмици по-късно капитулацията е подписана, докато Германия отприщи Операция „Ос“ и военно окупира централно-северните райони на полуострова, включително Рим. Италианската кампания, проведена от Съюзниците с участието на Италианската съпротива, завършва през април 1945 г. с освобождаването на окупираните територии, капитулацията на германските сили и разпадането на Италианската социална република – организираната колаборационистка правителствена структура от Мусолини след 8 септември. Дучето, заловен при опит за бягство, е убит от партизаните на 28 април 1945 г.
След края на войната Италия е в критични условия: боевете и въздушните бомбардировки са изравнили много населени центрове със земята, а основните комуникационни пътища са прекъснати. Броят на жертвите се оценява между 415 000 (330 000 войници и 85 000 цивилни) и 443 000 души. През втората половина на 40-те години Италия е подпомогната в реконструкцията от Плана „Маршал“ – инициативата на САЩ за подпомагане на Европа.
На геополитическо ниво с Парижките договори от 1947 г. Италия отстъпва част от територията си на Франция и Югославия, Додеканезите на Гърция, италианската концесия на Тиендзин на Китай, губи всичките си африкански колонии и връща независимостта на Албания, която влиза в зоната на влияние на СССР. Над 90% от италианците, живеещи в земите, определени за Югославия, вече засегнати от фойбските кланета, изоставят земята си и са изправени пред изгнание в Италия и останалия свят. Над 100 000 италианци са репатрирани от колониалните владения в Либия и Етиопия.

### Италианска република (след 1946 г.)
На 2 юни 1946 г. референдум поставя края на монархията и раждането на републиката. На 1 януари 1948 г. влиза в сила новата Конституция на Италианската република. Членове на кралското семейство са изпратени в изгнание заради връзки с фашисткия режим, като чак до 2002 г. на лицата от мъжки пол, в това число – наследниците, е забранено да влизат в страната. Алчиде де Гаспери, вече министър-председател от 1945 г., продължава да бъде такъв до 1953 г. Чрез действие за развитие, координирано от държавата чрез Института за индустриално реконструиране (IRI) и смесена икономика, Италия преживява италианското икономическо чудо (с няколко забележителни успеха също с международен статус, включително бързото изграждане на Автомагистрала A1, Космическата програма „Сан Марко“, изграждането на три атомни централи сред най-мощните за времето си – особено Каорсо, изграждането на над 2 млн. жилища с проекта INA-Casa, индустриализацията на Южна Италия благодарение на едноименната каса), благоприятстван от високата наличност на работна сила поради силния миграционен поток от провинцията към градовете и от юг на север: средният растеж на БВП от 6,3% между 1958 и 1963 г. позволява намаляване на историческата разлика със страни като Обединеното кралство, Германия и Франция.
На политическо ниво DC (Християндемократите) винаги ще бъдат доминиращата партия, първо по време на центризма, след това от 1963 г. с „органичното“ лявоцентристко движение и накрая през 1980 г. с Петпартията (Pentapartito) – правителствената коалиция в Италия от 1981 г. до 1991 г., формирана от споразумението между партиите на стария органичен лявоцентризъм (DC, PSI – Италианската социалистическа партия, PSDI – Италианската демократична социалистическа партия, PRI – Италианската републиканска партия), към които се добавя PLI (Италианската либерална партия).
Има обаче няколко опита Италия да се върне към по-авторитарно и консервативно състояниеː опитите на правителството на Тамброни през 1960 г., Плана „Соло“ през 1964 г., превратът „Боргезе“ от 1970 г. и накрая този на масонската ложа P2 от края на 1970 г., разкрита едва през 1981 г. В края на 60-те г. възниква социално напрежение и студентски протести, което предизвиква реакцията на най-консервативните и най-революционните части на италианското общество. Това което води до стратегията на напрежението на Оловните години (кр. на 60-те – нач. на 80-те г.), белязана от множество атаки като клането на площад „Фонтана“ (12 декември 1969 г. в Милано), клането на Пиаца дела Лоджа (28 май 1974 г. в Бреша) и клането в Болоня (2 август 1980 г., Болоня), кулминирали в засадата на улица „Фани“ (16 март 1978 г., Рим) и отвличането и убийството на Алдо Моро (16 март – 9 май 1978) – върхът на атаката на Червените бригади срещу демократичната държава.
Вместо това 80-те и 90-те години са белязани от отлив към частния сектор, благоприятстван от явното икономическо възстановяване през втората половина на 80-те години и от борбата срещу мафията, която въпреки важните успехи на институциите коства живота на множество магистрати и държавници като Джовани Фалконе (23 май 1992 г., Палермо) и Паоло Борселино (19 юли 1992 г., в Палермо).
През 1992 г. разследванията на Чисти ръце на широко разпространения феномен на подкупите включват политически представители, главно от петпартийната партия, определящи края на Първата република. След скандала се раждат нови партии като Северната лига и Форца Италия. В тази фаза, определена като Втора република, нови политически коалиции заемат мястото на предишните масови партии, давайки живот на частично биполярна система; някои представители на лявоцентристкото движение, по-специално Романо Проди, се редуват начело на страната със Силвио Берлускони – лидер на дясноцентризма, който белязва онези години и чийто модел на мислене и действие, определен като Берлусконизъм, идентифицира един феномен на социума и нравите. Кризата с европейския държавен дълг удря Италия през 2011 г. и първоначално е създадено служебно правителство начело на страната, а след това, след нови избори, „широки“ коалиционни правителства.
След окончателното налагане на власт на Християндемократическата партия през 1949 г. и преминаването на Италианската комунистическа партия (PCI) в опозиция, на 1 януари 1958 г. Италия става една от страните учредителки на НАТО и Европейската икономическа общност (ЕИО) – предшественик на Европейския съюз, макар през годините на Студената война понякога частично да подкрепя политиката на СССР и социалистическите страни и да си сътрудничи с тях поради силното влияние на PCI в страната. След разпадането на Източния блок през 1989 г. Италия взима участие в обединението на Европа, приемайки еврото през 2002 г.

## Физическа география

### Разположение и релеф
Италианският географски регион, разделен на континентална и полуостровна част и на островна част, е свързан с Европейския континент чрез веригата на Алпите. Поради местоположението си той е идеална врата към Азия и Африка.  Сицилийският пролив, който разделя едноименния регион от Африка, е дълъг 140 km, докато Отрантският проток, който разделя Пунта Палашия (в Пулия) от Албания, е едвa 70 km. Италия е разположена на Апенинския полуостров и континенталните области непосредствено на север от него, приблизително до главния вододел на Алпите, както и на Сицилия, Сардиния и редица по-малки острови.
Италия разделя западния басейн на Средиземно море от централния, т.е. Тиренско от Йонийско море. Дългият и тесен залив на Адриатическо море се простира на север от Салентина. Островите Сардиния и Корсика разделят Тиренско от Сардинско море. Италианските брегове се простират на 7456 km и представят пейзажи от различен вид.
Италианската почва, силно антропизирана, има различни характеристики (вулканична, вътрешнолагунна, варовикова и др). Преобладават хълмистите райони спрямо планинските и равнинните, а средната надморкска височина на територията е около 337 m.
Италия граничи на северозапад с Франция (488 km), на север с Швейцария (740 km) и Австрия (430 km), на изток със Словения (199 km), както и с анклавите Сан Марино (39 km) и Ватикан (3,2 km), който се намира в Рим. Бреговата линия на континенталната част на Италия е с дължина 963 km на Тиренско море, 1128 km на Адриатическо море, 795 km на Йонийско море и 415 km на Лигурско море или общо 3301 km. Други 2298 km са общата брегова линия на италианските острови.
Релефът на Италия е предимно планински, като 80% от територията е заета от планини. Планинските вериги се простират върху голяма част от страната. Голяма част от южния склон на Алпийската система принадлежи на Италия, на дължина от около 1000 km. Най-високите върхове се намират в Западните Алпи, където има множество върхове над 4000 метра, включително Матерхорн (4478 m), Монте Роза (4634 m) и Монблан (4810 m, на границата с Франция) – най-високият връх в Европа. Веригата на Апенините минава по дължината на целия полуостров, от Лигурия до Сицилия чак до Мадоние; най-високият ѝ връх е Корно Гранде (2912 m), разположен в Абруцо. 
Само 1/4 от италианската територия се състои от равнини. Паданската низина – алувиално пространство, образувано от река По и нейните притоци, е най-голямата от всички. По размер следват Таволиере деле Пулие и Салентинската низина – две издигнати равнини, и Кампидано – друга алувиална равнина. Най-ниската точка в Италия се намира в Контане – подселище на Община Йоланда ди Савоя в Провинция Ферара (−3,44 m).
В южните части на страната има няколко действащи вулкана: Везувий (1277 m), Етна (3323 m, на остров Сицилия), Вулкано (500 m, на едноименния остров) и Стромболи (924 m, на едноименния остров). Характерна за страната е сравнително високата сеизмична активност. 
Освен По други по-големи реки са Адидже, Тибър и Арно. В централната и южната част на страната реките са маловодни поради по-сухия климат. В Алпите има няколко големи и множество малки езера с ледников произход, като Лаго ди Комо, Лаго Маджоре, Лаго ди Гарда, както и запазени в по-високите части ледници.
Основните острови са Сицилия и Сардиния. Има много по-малки острови, до голяма степен групирани в архипелази, като Тосканският архипелаг, към който принадлежи остров Елба, архипелагът Мадалена, Кампанският архипелаг, включително Иския и Капри, Понтийските острови, Пелагийските острови, Еолийските острови, Егадските острови и Тремитските острови.

### Геология
Геологията на Италия е доста сложна: текущата физико-географска и геоложка структура на района, включително Италианския полуостров, неговите острови и прилежащите морски басейни, е резултат от множество последователни геодинамични събития, дължащи се накратко на взаимодействието между две тектонични плочи – Африканската и Евразийската, започнало през Горната креда (преди 99,6 ± 0,9 и 65,5 ± 0,3 млн. г.) – период, в който започва прогресивното затваряне на палеоокеана Тетис. Южноафриканският ръб, фрагментиран по време на приближаването към Северния европейски континент, поражда поредица от вмъкнати микроплочи, чието последващо натрупване води през Неозоя до сегашната полуостровна и сицилианска територия. В тази подредба се разпознават две основни палеогеографски области, разделени от Инсубрийската линия (Централни Алпи):
- Европейска област, зададена от южния край на Европейската плоча, която включва Сардино-корсиканския блок и част от Тиренско море, Калабрийско-пелоританската дъга, Западния средиземноморски басейн, системата от алпийски разломи с европейски наклон, съставени главно от метаморфни скали и батолитни интрузии, които свидетелстват за режима на компресия, произтичащ от движението на Африканската плоча на север и от сблъсъка с Европейската континентална плоча.
- Африканска област (в най-широк смисъл), състояща се от цялата Южноалпийска област и от Адриатическите и Апулийските области, които представляват сборa от акреционни микроплочи, принадлежащи към периферията на Южния континент.

Южноалпийската област се формира от система от граничещи с Адриатическо море проломи, съставени главно от карбонатни и смесени последователности, които се простират на изток в Динарските планини. В Апенинската верига тектоничната линия „Анкона-Анцио“ разделя Северните Апенини, съставени главно от теригенен флиш, от Южните Апенини, където карбонатните образувания са по-чести. Апенинската структурна подредба се характеризира като цяло със система от разломи, които протичат през Пулийския предпланински регион. Тази система от подпочвени води, която образува оголената част на Адриатическата плоча, се простира от Йонийско море до западния край на Паданската низина и първоначално е представлявала нещо като северен „нос“ на Африканската плоча.
Пулийският предпланински регион (съставен по същество от територията на Пулия) представляват стабилна карбонатна платформа, устойчива от Мезозоя до Миоцена и впоследствие изникнала, включена само незначително в апенинската орогенеза. Сицилия се формира в централно-източната част от карбонатни и силицикластични скали, принадлежащи към деформирания африкански конвергентен ръб („Магребидски единици“), докато в североизточната си част (Пелоритански планини) принадлежи към Европа („Пелоритански единици“); вмъкнатите „Сицилиди“ и „Нумидийски“ единици представляват седиментната обвивка на океанския район на Тетис, до голяма степен с флишоидна природа, отделена от оригиналния субстрат на океанската кора (неизвестен) и насложена върху африканския ръб.
Сардино-корсиканският блок представлява структурен елемент, принадлежащ на европейския континент, първоначално прикрепен към френско-испанския южен ръб и отделен през Олиго-Миоценската епоха, въртящ се обратно на часовниковата стрелка, докато не се сблъска с африканския континентален ръб. В късната и следсблъсъчната рамка на района се вписва продължаващият процес на океанска експанзия на Тиренско море. Тиренско море има разширяваща се неогенна океанска кора в две области: басейните на подводните вулкани Марсили и Вавилов. Смята се, че мезозойската океанска кора се среща в Йонийско море под масивна седиментна покривка.
Значителният неогенен вулканизъм и високата сеизмичност на по-голямата част от националната територия свидетелстват за все още активната сложна геодинамична структура.
От стратиграфска гледна точка издаващите се датируеми седиментни скали, въз основа на тяхното палеонтологично съдържание, със сигурност са на възраст между Камбрия и Кватернера. Нискостепенниите метаморфити, издаващи се в южната част на Сардиния, състоящи се от пясъчници, редуващи се с пелити, са съмнително датирани към Докамбрия. Повечето от издаващата се седиментна покривка в Италия е след Палеозоя. Неметаморфният долен палеозой се появява само в Сардиния и в Карния, докато Горният палеозой (Перм-Карбон) присъства в повече или по-малко обширни ръбове в южните алпийски и апенински области.

#### Вулканичност и геотермичност
В Италия има множество вулкани – действащи или затихнали. Най-известните действащи са:
- Етна (3340 м) – най-високият действащ вулкан в Европа. Намира се в Североизточна Сицилия и представлява, заедно с другите кратери, пейзаж с невероятна красота, който се открива по крайбрежието на Калабрия
- Везувий (1277 м) – възвишава се над Неапол и над залива му. Най-известното му изригване е през 79 г. от н. е., когато почти напълно под лавата и пепелта остават Помпей, Стабии и Херкулан. Последният път Везувий изригва през 1944 г., но специалистите заявяват, че в по-нататък вулканът ще бъде постоянно действащ и много опасен.
- Стромболи (926 м) – образува част от Еолийските острови в Тиренско море
- Вулкано (499 м) –  намира се на Еолийските острови, по точно – на едноименния остров
- Марсили – потенциално опасен подводен вулкан, разположен в Тиренско море.

Пвишената неогенно-кватернерна апенинска вулканична и магматична активност се дели на следните провинции:
- Тосканска магматичност (Монти Чимини, Толфа и Монте Амиата)
- Магматичност на Лацио (Монти Вулсини, Вико нел Лацио, Коли Албани, Рокамонфина)
- Ултраалкален район на Умбрия и Лацио (Сан Венанцо, Купаело и Полино)
- Вулканичност на Кампания (Везувий, Кампи Флегреи, Иския)
- Еолийска дъга и Тиренски басейн (Еолийски острови и Тиренски подводни планини)
- Африканско-адриатически предпланински район (Сицилийски пролив, остров Фердинандеа, Етна и Монте Вултуре).

До 50-те години на 20 век Италия е първата и единствена страна, която използва геотермална енергия за производство на електричество в района на Лардерело (Помаранче) и след това в района на Монте Амиата. Високият геотермален градиент, който характеризира част от полуострова, прави други провинции потенциално експлоатируеми: изследвания, проведени през 60-те и 70-те години, идентифицират потенциални геотермални полета в Лацио и Тоскана, както и в повечето от вулканичните острови.

#### Сеизмична активност
Поради геодинамичната ситуация територията на Италия често е обект на земетресения, което дава на Италия рекорда в Европа за тези явления: от 1300-те разрушителни земетресения, настъпили през второто хилядолетие в Централното Средиземноморие, около 500 засягат Италия. Анализите на фокалните движения показват, че те са разпределени най-вече по областите, засегнати от алпийската и апенинската тектоника, където са причинени съответно от движения по разломи. В южната част на Тиренско море разпределението на хипоцентровете до дълбочина от 500 км би показало наличието на зона „Вадати-Бениоф“, дадена от субдукцията на йонийската литосфера.
Най-големите земетресения през 20 и 21 век са:
- 7/8 септември 1905: Калабрийско земетресение (район между Козенца и Никотера), 7,1 по Рихтер, 557 жертви
- 23 октомври 1907: Калабрийско земетресение (Провинция Реджо Калабрия), 5,9 по Рихтер, 167 жертви
- 28 декември 1908: Месинско земетресение (Реджо Калабрия и Месина), 7,2 по Рихтер, 75 – 82 хил. жертви
- 7 юни 1910: Ирпинско земетресение (Ирпиния между Кампания и Базиликата), 5,7 по Рихтер, 50 жертви
- 8 май 1914: Линерско земетресение (Линера – Санта Венерина), 9 – 10 по Меркали, ок. 70 жертви
- 13 януари 1915: Марсикско земетресение (Марсика и Авецано), 7,5 по Рихтер, 30 519 жертви
- 29 юни 1919: Муджелско земетресение (Муджело северно от Флоренция), 6,2 по Рихтер, над 100 жертви
- 7 септември 1920: Карфанянско и Луниджанско земетресение (Карфаняна и Луниджана), 6,48 по Рихтер, 171 жертви
- 10 април 1929: Болонско земетресение (Болоня и провинция), 5 по Рихтер
- 23 юли 1930: Ирпинско и Вултурско земетресение (Ирпиния: между Лачедония и Бизача), 6,7 по Рихтер, 1404 жертви
- 26 септември 1933: Майелско земетресение (Майела в Абруцо), 6 по Рихтер, 12 жертви
- 25 януари, 3/4 февруари, 5/6 февруари и 14 юни 1972: Анконски земетресения (Анкона), 5,4 по Рихтер, 8 по Меркали, 7 по Меркали и 5,9 по Рихтер
- 6 май 1976: Фриулско земетресение (Фриули), 6,5 по Рихтер, 990 жертви
- 23 ноември 1980: Ирпинско земетресение (Централна Кампания, Централносеверна Базиликата), 6,9 по Рихтер, 2914 жертви
- 13 декември 1990: Земетресение на Санта Лучия в провинциите Сиракуза, Катания и Рагуза, 5,7 по Рихтер, 17 жертви
- 26 септември 1997: земетресение в Умбрия (Фолиньо) и Марке, 5,7 и 6 по Рихтер, 11 жертви
- 31 октомври 2002: Молизанско земетресение (Провинция Кампобасо, Молизе), 6 по Рихтер, 30 жертви
- 6 април 2009: Акуиланско земетресение (Акуила), 5,9 по Рихтер, 309 жертви
- 20 и 29 май 2012: Емилиански земетресения (Емилия-Романя; провинции Модена, Ферара, Мантуа, Реджо Емилия, Болоня и Ровиго), 5,9 и 5,8 по Рихтер, 7+24 жертви
- 24 август, 26 октомври, 30 октомври 2016, 18 януари 2017: Централноиталиански земетресения (между долината Тронто, Монти Сибилини, Монти дела Лага и Монти дел Алто Атерно), 6 по Рихтер, 5,4 и 5,9 по Рихтер, 6,6 по Рихтер, 5,5 по Рихтер, 303 жертви общо

### Хидрография
Италия, поради наличието на разнообразни планински релефи, със снежни полета и ледници, езера и изворни води, е богата на водни течения. Като цяло, като се има предвид разположението и надморската височина на релефа, най-дългите и течащи реки принадлежат към алпийския регион, докато реките на Апенините, с изключение на Тибър и Арно, имат къси течения и поройни режими.
Най-важната река е По (региони Пиемонт, Вале д'Аоста, Лигурия, Ломбардия, Венето, Емилия-Романя, Тоскана и автономна област Тренто), дълга 652 км, среден обхват около 1 m³/s и басейн от около 70000 km (въпреки че най-дългата река, извираща в страната, е Драва, десен приток на Дунав). Пресича Паданската низина и се влива в Адриатическо море с делта, обявена от ЮНЕСКО за обект на световното наследство.
Други големи реки са Адидже (Трентино Алто-Адидже и Венето), Тибър (Лацио), Ада (Ломбардия), Ольо (Ломбардия), Танаро (Пиемонт), Тичино (Пиемонт и Ломбардия), Арно (Тоскана) и др.
Най-големите италиански езера по ред са езерото Гарда, езерото Маджоре и езерото Комо, което е и най-дълбокото (410 m), разположени в предалпийския пояс в Северна Италия, в регион . Други важни езера са езерата Болсена, Брачано и Албано с вулканичен произход, езерото Тразимено (Умбрия) – четвъртото най-голямо на Италианския полуостров, и крайбрежните езера, като езерата Лезина и Варано.

### Климат
Регионът на Италия (включен между 47-ия и 35-ия паралел на север) се намира почти в центъра на умерения пояс на Северното полукълбо, а линията на 45-ия паралел, по средата между Екватора и полюса, пресича цялата Паданска низина от запад на изток. Климатът е силно повлиян от моретата, които го заобикалят от почти всяка страна и които образуват полезен резервоар на топлина и влага. Голяма част от Италия попада в областта на умерено топлия климат от средиземноморски тип, докато в северната вече има континентални или поне преходни аспекти (а в по-високите райони – планински климат). Все пак италианският климат не е особено благоприятен. В действителност той води до множество контрасти между северните и южните райони (именно поради издължената форма на Италианския полуостров), между вътрешните и крайбрежните райони. Освен това се характеризира със значителна променливост и доста често е обект на необичайни събития, като суша, обилни валежи, градушки, торнада, които понякога се превръщат в природни бедствия.
Според Климатичната класификация на Кьопен Италия е разделена на следните типове климат: 
- Умерен субтропичен или сух средиземноморски климат, клонящ към субтропичен (Csa клонящ към BS): Неапол и някои крайбрежни райони на Кампания, крайбрежните райони на Сицилия, Южна Сардиния, Централна и Южна Йонийска Калабрия и Йонийски Саленто. Този климат се характеризира с оскъдни (почти нулеви през лятото) и много нередовни валежи.
- Топъл умерен средиземноморски климат с лятна суша (Csa): по-голямата част от Сардиния, Сицилия, Калабрия и Пулия, цялата крайбрежна ивица от Лигурия до Калабрия, цялото крайбрежие на Йонийско море, адриатическите брегове от Анкона до Пулия и по-общо цялата ниска надморска височина райони на Центъра и Юга.
- Умерен средиземноморски климат с топло лято, с лятна суша (Csb, преход към Cfb в най-северните райони): хълмисти и нископланински райони на Лацио, Абруцо, Молизе, Кампания и Базиликата, планините Дауния, Горно Гаргано и ниската планина на Калабрия, Сардиния и Сицилия
- Умерен преходен към средиземноморски климат (Cfsa): характерен за непосредствения хинтерланд на Лигурия и езерото Гарда, на ниска надморска височина, с обилни есенни дъждове, доста дъждовни зими и умерени летни суши. Според Кьопен „преходът" се изразява не толкова в топлинния режим, колкото в появата на значителна разлика във валежите между лятото и зимата (най-сухият месец, лятото, получава количество валежи, по-малко от една трета от това от най-влажните през зимните месеци, но винаги по-високи от 30 mm): ето защо тази категория не включва Емилия-Романя или Южен Пиемонт (Ланге и Алесандрия), които имат умерено сухо лято, но не и обилните зимни дъждове на средиземноморски тип. В Алесандрия напр. най-сухият месец е юли (32 mm дъжд), но през най-влажния зимен месец (декември) падат 46 mm, докато във Ферара минималните валежи падат през януари (39 mm, срещу 44 през юли).
- Умерен горещ летен климат (Cfa): типичен за равнината на Венето-Фриули, адриатическото крайбрежие от Триест до Пескара, Паданската низина и по-общо за ниските райони на Северна Италия, хълмистия Марке и ниските склонове на Апенинския планински склон с изглед към Паданската низина. Максималната надморска височина варира приблизително между 400 метра над морското равнище на високия Пиемонт и Предалпите и 500 метра на Емилия-Романя, Олтрепо Павезе, района на Алесандрия и Ланге. Тук има два максимума на валежите – един през пролетта и един през есента, и два минимума, един през зимата (обикновено през януари) и един през лятото (юли или август): лятото обикновено е по-дъждовно от зимата в районите на север от река По, докато в подапенинските земи и в Провинция Кунео разликата е нулева.
- Умерен до топъл летен климат (Cfb): характерен за хълмовете и платата на Пиемонт над около 400 метра надморското равнище. на север и 500 метра надморското равнище,. на юг Лигурските и Тоскано-Емилианските Апенини и долните алпийски и предалпийски склонове (с изключение на по-вътрешните).
- Хладен умерен климат (Cfc): типичен за предалпийските и апенинските области на голяма надморска височина. Тук валежите могат да бъдат значителни: те са чести преди всичко през междинните сезони, но обилни и през лятото.

## Околна среда
Член 9 от Италианската конституция установява защитата на ландшафта, който от 1986 г. се защитава от Министерството на околната среда, което има за задача да координира рехабилитацията на зоните, засегнати от деградация, и да защитава тези, които все още са непокътнати.

### Защитени територии
В Италия съществуват 871 защитени природни територии, които се простират на 3 млн. хектара защитена територия земя, на около 2850 хектара морска територия и 658 км брегова линия. Тук влизатː
- 24 национални парка, 147 държавни природни резервати и 3 други национални защитени зони.[57] Националните паркове покриват почти 1,5 млн. хектара земя и 71 хил. хектара море. Основните са Национален парк „Гран Парадизо“ (1922 г.), в регионите Пиемонт и Вале д'Аоста – първият национален парк в страната, Национален парк на Абруцо, Лацио и Молизе в регионите Абруцо, Лацио и Молизе (отворен през 1922 г и официално основан през 1923 г.), Национален парк „Стелвио“ между регионите Ломбардия и Трентино Алто Адидже (1923 г.), Национален парк „Чирчео“ в регион Лацио (1934 г.) и Национален парк „Полино“ между регионите Калабрия и Базиликата (1988 г.) – най-големият в Италия.[58]
- 134 регионални парка, 365 регионални природни резервати и 171 други регионални защитени територии[59]
- 29 морски защитени зони на площ от около 222 хил. хектара, към които се добавят два подводни парка и Международното убежище за морски бозайници, с още 2,5 млн. хектара площ. Убежището е най-голямата зона и е създадено в сътрудничество с Франция и Княжество Монако.[60]

Към тях трябва да се добавят и 57-те италиански влажни зони в Рамсарския списък, които обхващат почти 74 хектара.

### Биоразнообразие и заплахи
Италия е много богата на биоразнообразие и е европейската страна с най-много видове семенни растения, много от които са ендемични. Това се дължи на множество фактори като хетерогенност на околната среда, сложна структура на италианската орография, биогеографски превратности и геоложка история. Италия, заедно с Иберийския полуостров и Южните Балкани, също е убежище за много животински и растителни видове, измрели в централните и северните райони на Европейския континент по време на плейстоценските заледявания. Голямото разширение по ширина на полуострова от около 10° го поставя между умерения, централноевропейския (Cfa или Cfb според Кьопен) и топлия средиземноморски (Csa според Кьопен) климатични зони и следователно най-малко в две много различни растителни зони.
Най-богатите на ендемити райони са, в допълнение към островите (особено Сардиния), високите планински масиви, изолирани между по-ниски области, считани за „биогеографски острови“: някои примери са Апуанските планини за растенията и Източните Предалпи за пещерните насекоми. Сладководната фауна често се разграничава между реките на Северна Италия (басейна на река По) и тези в Централна Италия.
Потенциалната естествена растителност на територията на Италия е гората по цялата територия, с изключение на най-високите върхове на снежната линия и в най-сухите райони на околосицилианските острови, както и в районите, които са най-близо до морето. Италианските гори са експлоатирани силно за лесовъдство, което е под формата на подрязани гори за дъбовите гори (които произвеждат главно дърва за огрев) и кестеновите гори (за производство на стълбове), докато тези от бук и иглолистни дървета се третират предимно като високи гори.
Средиземноморските дъбови гори почти винаги са влошени от подрязваме, пожари и паша на овце и кози. Етапите на деградация са известни като макия, когато има гъсти и непроходими храсти с височина няколко метра, и гариги, ако земята е покрита с ниска растителност, което оставя земята открита, често богата на скалисти разкрития. Етапите на макията и гаригите обаче имат положителен принос за италианското биоразнообразие, тъй като са богати на редки и защитени видове, включително множество орхидеи. Италианската фауна е много богата на ендемити, особено на безгръбначни, сладководни риби, земноводни и влечуги. Птиците и бозайниците, по-подвижни животни, се характеризират с по-нисък процент на ендемизъм. Не трябва да се пренебрегва използването на горите за отдих (особено боровите гори) в близост до градските центрове. Високата гъстота на населението, широко разпространената индустриализация, екстензивната урбанизация на крайбрежните и равнинните райони, замърсяването на водата, въвеждането на инвазивни видове и интензивното земеделие означават, че защитата на биоразнообразието и естествената среда са особено важни въпроси.
Флората и фауната варират според географското положение и надморската височина. Планинската флора вирее в областите от Алпите с над 1980 m надморска височина и в областите от Апенините с над 2290 m надморска височина. Най-високият горски пояс се състои от иглолистни дървета, а по-ниските – от бук, дъб и кестен. В Паданската низина виреят топола и върба. На полуострова и на по-големите острови преобладава средиземноморска растителност: корков дъб, зелен дъб, хвойна, къпина, лавър, мирта, палма джудже.
Едрите бозайници са малко. В Алпите се срещат алпийската антилопа, дивата коза и сърната, а в Апенините – кафявата мечка, алпийската антилопа и видрата. Гарваните и лястовиците са характерни за Италия птици. Моретата, обграждащи страната, изобилстват от морски живот.

## Устройство

### Конституционна подредба
Италия е демократична република след референдума на 2 юни 1946 г., когато монархията е премахната и е избрано Учредителното събрание за изготвяне на конституцията. Конституцията на Италианската република, одобрена от него на 22 декември 1947 г., обнародвана на 27 декември от Енрико Де Никола – временен държавен глава, и влязла в сила на 1 януари 1948 г., е основният държавен закон. Съгласно нея Италия е демократична парламентарна република с многопартийна система.
Италианската политическа система е типична за парламентарна република, в която парламентът е единствената институция, която представя народната воля. Тя е организирана на принципа на разделение на властите:
- Законодателна властː държи се от Парламента. Той е разделен на две камари: Сенат на републиката (в Палацо Мадама в Рим) и Камара на депутатите (в Палацо Монтечиторио в Рим), и гласува доверие на правителството.
- Изпълнителна властː държи се от Правителството. То е съставено е от Министър-председателя и министрите, които образуват Министерския съвет (в Палацо Киджи в Рим). Министерският съвет се назначава от Президента, но трябва да бъде одобрен от двете камари на Парламента. От 22 октомври 2022 г. председател на Министерски съвет е Джорджа Мелони – първата жена в историята на Италия на този пост.
- Съдебна властː държи се от Магистратурата. Тя е независима от изпълнителната и законодателната власт и е управлявана от Висшия съвет на Магистратурата.

Президентът на републиката е най-висшата длъжност в държавата и представлява нейното единство. Той е държавен глава на Италия. Избира се за срок от седем години с тайно гласуване от Парламента и от представители на регионите. От 3 февруари 2015 г. президент на Италия е Серджо Матарела. 
Основният законодателен орган в Италия е двукамарният Парламент, като Министерският съвет също има ограничени законодателни правомощия. Всеки закон трябва да получи одобрението и на двете камариː Камарата на депутатите с 400 представители и Сенатът на Републиката с 200 избрани и 5 пожизнени сенатори. Изборните представители и в двете камари се избират с пряко гласуване. Техният мандат е с продължителност пет години, но в съвременната история на страната предсрочните избори са нещо обичайно.
Правната система на Италия се основава на римското право в интерпретацията на Наполеоновия кодекс. Последна съдебна инстанция при повечето спорове е Върховният касационен съд. Той следи за съответствието на законите с Конституцията.

### Съдебна система
В исторически план законодателството има корени в Римските закони, модифицирани от Наполеоновия кодекс. Конституционният съд (в Палацо дела Консулта, Рим) е върховният съдебен орган в страната. Сградата на днешния Конституционния съд е построена на 18 март 1958 г. През последните години се извършват значителни реформи в съдебната система – например през 2009 г. Върховният съд оставя зад решетките трима служители, които са укривали данъци и са имали връзки с мафията.
Повратен период в борбата срещу мафията е този между началото на 80-те до 90-те години на 20. век, който е свързан с атентатите срещу политика Пио Латоре и генерал Карло Алберто дала Киеза през 1982 г. и съдиите Джовани Фалконе и Паоло Борселино през 1992 г. Те разкриват истинското лице на считаната дотогава от мнозина за „градска легенда“ мафия и изваждат Италия от блатото на безразличието. Държавата изпраща армейски части в Сицилия в помощ на полицията. Някои от босовете на мафията са арестувани и осъдени. В училищата започват да се провеждат специализирани разяснителни часове и младежите научават какво означава да работиш за мафията. Студенти основават движението „Сбогом, рекет“ (Addio pizzo). Започва да се увеличава броят на търговците, които започват да отказват да плащат рекет.

### Административно деление
Италия е разделена на 20 региона (на италиански: regioni, [реджони], ед. ч. regione, [реджоне]), пет от които (отбелязани на долната таблица с ̇̈*) със специален автономен статут. Автономните региони имат свои парламенти (регионални съвети) и правителства (giunte [джунте]), които имат пълномощия по въпросите на местното самоуправление. Регионите се делят на 107 териториални зони: 100 административни органи от второ ниво (80 провинции, 14 метрополни градове и 6 свободни общински консорциума в Сицилия), 2 автономни провинции в Трентино-Алто Адидже, 5 премахнати провинции във Фриули Венеция Джулия и Вале д'Аоста (разглеждани за статистически цели). Към 2024 г. в Италия има 7896 общини.
| Номер на картата | Регион                 | Адм. център | Площ, km² | Провинции | Общини | Население (към 01.01.2024) |
| ---------------- | ---------------------- | ----------- | --------- | --------- | ------ | -------------------------- |
| 1                | Вале д’Аоста*          | Аоста       | 3259      | 1         | 74     | 123 018                    |
| 2                | Пиемонт                | Торино      | 25 392    | 8         | 1180   | 4 252 581                  |
| 3                | Лигурия                | Генуа       | 5418      | 4         | 234    | 1 508 847                  |
| 4                | Ломбардия              | Милано      | 23 863    | 12        | 1502   | 10 020 528                 |
| 5                | Трентино-Алто Адидже*  | Тренто      | 13 606    | 2         | 282    | 1 082 116                  |
| 6                | Венето                 | Венеция     | 18 351    | 7         | 569    | 4 851 972                  |
| 7                | Фриули-Венеция Джулия* | Триест      | 7937      | 4         | 215    | 1 195 792                  |
| 8                | Емилия-Романя          | Болоня      | 22 502    | 9         | 330    | 4 455 188                  |
| 9                | Тоскана                | Флоренция   | 22 985    | 10        | 273    | 3 664 798                  |
| 10               | Умбрия                 | Перуджа     | 8464      | 2         | 92     | 854 378                    |
| 11               | Марке                  | Анкона      | 9345      | 5         | 225    | 1 484 427                  |
| 12               | Лацио                  | Рим         | 17 236    | 5         | 378    | 5 720 272                  |
| 13               | Абруцо                 | Л'Акуила    | 10 829    | 4         | 305    | 1 269 963                  |
| 14               | Молизе                 | Кампобасо   | 4460      | 2         | 136    | 289 413                    |
| 15               | Кампания               | Неапол      | 13 668    | 5         | 550    | 5 590 076                  |
| 16               | Пулия                  | Бари        | 19 541    | 6         | 257    | 3 890 250                  |
| 17               | Базиликата             | Потенца     | 10 072    | 2         | 131    | 533 636                    |
| 18               | Калабрия               | Катандзаро  | 15 213    | 5         | 404    | 1 838 150                  |
| 19               | Сицилия*               | Палермо     | 25 824    | 9         | 391    | 4 794 512                  |
| 20               | Сардиния*              | Каляри      | 24 106    | 5         | 377    | 1 569 832                  |

### Данъчна система
Италианската данъчна система се основава на прогресивни критерии. Основните национални данъци са IRPEF (данък върху личните доходи, със ставки от 23% до 43%), IRES (данък върху корпоративния доход, определен на 24%), IRAP (местен данък върху фирмите, определен на 3,9% + максимум 0,92% от регионите) и IVA – ДДС (данък върху продажбата на стоки и услуги, определен на 22% с по-ниски ставки за определени сектори).

### Институции, органи и сдружения

#### Образование
Образованието в Италия е на високо ниво – 99% от хората са грамотни. Образованието е задължително от 6 до 16-годишна възраст. Италианската образователна система е структурирана както следва:
- интегрирана система 0 - 6 години, незадължителна, с обща продължителност 6 години, разделена на:
  - образователни услуги за деца¸ управлявани от местните власти пряко или чрез сключване на споразумения, от други публични органи или от частни лица, които приемат деца между 3 и 36 месеца;
  - детска градина (scuola d'infanzia или scuola materna), която може да се управлява от Държавата, от местните власти пряко или чрез сключване на споразумения, от други публични органи или от частни лица, която приема деца на възраст между 3 и 6 години;
- първи цикъл на обучение, задължителен, въвежда учениците в основните предмети на човешкото знание, с обща продължителност 8 години (5+3). Разделен е на:
  - начално училище (scuola primaria или scuola elementare), за ученици на възраст от 6 до 11 г., с продължителност 5 години.
  - средно училище от първа степен (scuola secondaria di primo grado или scuola media), т.е. прогимназия, за ученици от 11 до 14 г., с продължителност 3 години. Тук се залага върху подготовката за гимназиално образование. Завършва с изпити – един устен и три писмени: по математика, италиански език и чужд език (английски + друг чужд език, изучаван в последната година), след издържането на които се получава диплома.
- втори цикъл на обучение, т.е. средно училище от втора степен (scuola secondaria di secondo grado или scuola superiore) –  гимназиално образование, за ученици на възраст от 14 до 18 години, завършили успешно първия цикъл на обучение, с продължителност 5 г., три от които са задължителни. Тук се започва профилираната подготовка за специализация и бъдещо развитие в една от следните три вида структури:
  - лицеи: 6 вида (класически, езиков, художествен, музикален, природо-научен и за науки за човека) с 8 направления общо
  - технически институти: 2 вида (технологичен и икономически) с 11 направления общо
  - професионални институти: 2 вида (услуги и индустрия и земеделие) с 11 направления общо

За разлика от България в Италия гимназиалното образование започва след 8-и, а не след 7-и клас. Класовете освен това се броят не от 1-ви до 12-ти, а за всеки вид обучение, напр.: от 1-ви до 5-и начален, от 1-ви до 3-ти среден и от 1-ви до 6-ти горен. Също така оценяването в прогимназията и гимназията е от 0 до 10, като италианската оценка 6 съответства на българската 3, а 10 – на 6+. 
Гимназиалното образование завършва с държавен изпити (матура), който към 2023 г. включва два писмени изпита (по италиански език и по друг предмет в зависимост от посещаваното училище) и един устен върху теми, предложени от комисията по-рано. Крайният резултат от държавния изпит се изразява в стотни, като прагът за издържане на изпита е 60 от максимума 100.
На хората с диплома за средно образование се предлага възможността за придобиване на: 
- висше образование, предлагано от университети, институции за висше артистично, музикално и танцово обучение (AFAM) и висши технически институти (ITS) с различни видове курсове:
  - курсове за висше образование, предлагани от университетите
  - курсове за висше образование, предлагани от институциите AFAM (Висше артистично, музикално и танцово образование)
  - курсове за висше професионално обучение, предлагани от ITS (Висши технически институти)

Цикълът на университетското образование е разделен на три фази:
- Бакалавърска степен (laurea triennale): 3 години, за хора с диплома за средно образование, като при някои специалности има приемни изпити.
- Магистърска степен:
  - Магистърска степен (laurea magistrale /specalistica): 2 години, за хора с бакалавърска степен
  - Магистърска степен от един цикъл (laurea magistrale a ciclo unico): 5-6 години за специалности като медицина, фармакология, право, химия, за хора с диплома за средно образование, с приемни изпити.
- Следдипломна квалификация (master universitario) с продължителност 6 месеца – 1 година. Това е курс за напреднали, чиято цел е да укрепи, разшири и изостри уменията и компетенциите на завършилите, за да отговорят на изискванията на професионалния свят.
  - от първа степен (Master” di 1° livello). За хора с бакалавърска степен.
  - от втора степен (Master” di 2° livello). За хора с магистърска степен и преминали входящ тест.
- Докторантура (dottorato di ricerca): минимум 3 години. За хора с магистърска степен. Това е най-високата академична квалификация, присъждана от италианските университети в края на курс с продължителност не по-малко от три години. Осигурява необходимите умения за провеждане на изследвания на високо ниво в университети, публични институции и частни компании.

##### Задължителност на образованието
Задължителното образование в Италия е 10 години, от 6 до 16-годишна възраст, и включва осемте години от първия цикъл на обучение и първите две години от втория цикъл (Закон 296 от 2006 г.), който може да се извършва в средното училище от втора степен - държавно, или в регионални курсове за професионално образование и обучение.
Освен това за всички млади хора правото/задължението за образование и обучение се прилага за най-малко 12 години или във всички случаи до постигане на тригодишна професионална квалификация в рамките на 18-годишна възраст въз основа на разпоредбите на Закон n 53/ 2003 г.
Задължителното образование може да се извършва в държавни училища или в равностойни училища (Закон 62 от 2000 г.), които съставляват системата наобщественото образование, но може да се извършва и в неравностойни училища (Закон 27 от 2006 г.) или чрез семейно образование. В последните два случая обаче изпълнението на задължителното образование трябва да бъде предмет на редица условия, като например провеждането на тестове за правоспособност.
Родителите на учениците и учениците или всеки, който упражнява родителска отговорност, са отговорни за изпълнение на задължението за обучение нанепълнолетни, докато общините по местоживеене и директорите на училищата, в които учениците учат, отговарят за надзора върху спазването на задължението на записаните ученици и студенти .
В края на периода на задължително обучение обикновено се очаква в края на втората година от средното училище, ако ученикът не продължи обучението си, да се издаде удостоверение за придобити умения (Мин. постановление 139 от 2007 г.).
След полагане на окончателния държавен изпит за гимназиално образование (матура) ученикът има достъп до курсове за висше образование (университет, AFAM и ITS). Някои университетски курсове са ограничени на брой и студентите трябва да преминат тест за прием, а други са със свободен прием.

##### Частно образование
Член 33 от италианската конституция установява два основни принципа: задължението на Държавата да предлага държавна училищна система на всички млади хора и правото на физически и юридически лица да създават училища и образователни институти безплатно за държавата.
Частните училища имат право да издават квалификации със същата правна стойност като тези на съответните държавни училища; имат пълна свобода по отношение на културната ориентация и педагогическо-дидактическата насока и се ползват от по-благоприятно данъчно третиране, ако не са с цел печалба.

##### Университети
Основите на висшето образование започват именно от Италия. През 1088 г. учени се събират в обща сграда, за да изнасят лекции на хора, искащи да обогатят и развият своето образование. Така е основан първият университет в света – Болонският, основан през 1088 г. 
Към 2023 г. италианската система се състои общо от:
- 97 университетски институции, от които 67 държавни
- 19 законово признати частни университета
- 11 законово признати частни онлайн университета.

В класацията на QS World University Rankings 2024 36 италиански университета са сред първите 1000:
- Миланска политехника (123-та позиция)
- Римски университет „Сапиенца“ (134)
- Болонски университет (154)
- Падуански университет (219)
- Торинска политехника (252)
- Милански университет (276)
- Неаполски университет „Федерико II“ (335)
- Пизански университет (349)
- Флорентинска политехника (358)
- Торински университет (364)
- Трентски университет (429)
- Павийски университет (469)
- Университет „Милано Бикока“ (481)
- Римски университет „Тор Вергата“ (489)
- Католически университет на Светото сърце (Милано) (505)
- Генуезки университет (530)
- Барийска политехника (556)
- Университет „Вита-Салуте Сан Рафаеле“ (Милано) (595)
- Свободен университет на Болцано (641-650)
- Университет на Модена и Реджо Емилия (641-650)
- Венециански университет „Ка Фоскари“ (661-670)
- Перуджански университет (661-670)
- Триестки университет (661-670)
- Политехнически университет на Марке (721-730)
- Сиенски университет (721-730)
- Университет на Бари „Алдо Моро“(741-750);
- Брешански университет (791-800)
- Салернитански университет (801-850)
- Веронски университет (801-850)
- Катански университет (851-900)
- Ферарска политехника (851-900)
- Месински университет (851-900)
- Палермитански университет (851-900)
- Пармски университет (851-900)
- Университет „Рома Тре“ (901-950)
- Калабрийски университет (951-1000)

В класацията на сп. „Таймс“ The Times Higher Education World University Rankings 2024 има 25 италиански университета сред първите 500:
- Болонски университет (155)
- Пизанска висша педагогическа школа (168)
- Римски университет „Сапиенца“ (181)
- Падуански университет (201-250)
- Миланска политехника (201-250)
- Висша школа за напреднало обучение „Св. Анна“, Пиза (201-250)
- Университет „Хуманитас“, Милано (251-300)
- Университет „Вита-Салуте Сан Рафаеле“ (Милано) (251-300)
- Католически университет на Светото сърце (Милано) (301-350)
- Павийски университет (301-350)
- Римски университет „Тор Вергата“ (301-350)
- Флорентински университет (351-400)
- Свободен университет на Болцано (351-400)
- Милански университет (351-400)
- Университет „Милано Бикока“ (351-400)
- Неаполски университет „Федерико II“ (351-400)
- Трентски университет (351-400)
- Брешански университет (401-500)
- Римски университет „Биомедицински кампус“ (401-500)
- Катански университет (401-500)
- Генуезки университет (401-500)
- Университет на Модена и Реджо Емилия (401-500)
- Пизански университет (401-500)
- Торинска политехника (401-500)
- Веронски университет (401-500)

#### Въоръжени сили
Въоръжените сили на Република Италия (на италиански: Forze armate italiane, Италиански въоръжени сили, съкратено FF.AA.) са натоварени с отбраната на суверенитета и териториалната цялост на страната. Те са набор от военни компоненти на Италианската република. Родени след обединението на Италия (1861 г.), претърпяват множество промени в своята история. С идването на XXI век Карабинерите, които преди това са били италианската армия, се превръщат в автономни въоръжени сили от 2000 г. Влизането в сила на Закон n. 226 от 23 август 2004 г. води до отмяната на военната повинност в Италия от 2005 г. От 2021 г. към класическите военни операции в трите традиционни сфери (земя, въздух и небе) се прибавят оперативните компоненти на космическото пространство и на киберпространството.

##### Класификация
Въоръжени сили
Състоят се от три въоръжени сили и една с ранг на въоръжена сила:
- Италианска армия (Esercito italiano) – сухопътен компонент. Създаден е с указ от 4 май 1861 г. като Кралска армия от обединяването на армията на Сардиния с другите армии на италианските държави преди обединението.[79] През 2019 г. наброява 100 000 единици.[80] Спомагателните му органи са Военният корпус на Италианския червен кръст и Военният корпус на Суверенния малтийски орден.
- Военновъздушни сили (Aeronautica Militare) – въздушен компонент. Отговаря за защитата на националното въздушно пространство, както и за операциите по въздушен транспорт. Основани през 1923 г. като Кралски ВВС, те са третата въоръжена сила на държавата (по реда на старшинството на установяване и най-младата по отношение на основаването), с 41 000 единици през 2019 г.[80]
- Военноморски сили (Marina Militare) – военноморски компонент. На него е поверен контролът и провеждането на военноморски операции в териториални и международни води. Създадени са като Кралски флот от сливането на Военноморския флот на Кралство Сардиния и Кралския флот на Кралството на двете Сицилии с другите флоти преди обединението на Италия. Наброяват 30 000 единици през 2019 г.[80]
- Карабинери (Carabinieri) – сухопътен компонент със специални функции на жандармерия с функции на военна полиция, част от интегрираната защита на националната територия.[81] Родени през 1814 г. като Кралски карабинерски корпус и превърнати в въоръжени сили през 1861 г., те са четвъртата въоръжена сила на държавата по дата на създаване (2000 г.), но първата по численост (109 576 единици през 2019 г.[82]), като по-голямата част от него обаче изпълнява полицейски функции (законът предвижда 118 000 единици).[83] Корпус с функции на жандармерия, той е част от италианската армия, като сила, до 2000 г., когато Законодателният указ от 5 октомври 2000 г. n. 297 го издигна до ранг на въоръжени сили.

Военни корпуси
- Финансова гвардия (Guardia di Finanza) – сухопътен и военноморски компонент, с обща компетентност по икономически и финансови въпроси, имащ жандармерия и изключителни функции по сигурността по море и специални функции на военната полиция в рамките на корпуса; тя също е интегрирана в защитата на националната територия.

Помощни корпуси
- Доброволчески военен корпус на Италианския Червен кръст
- Корпус на доброволческите медицински сестри на Италианския Червен кръст
- Специален спомагателен доброволчески корпус на Италианската армия на Асоциацията на италианските рицари на Суверенния военен Малтийски орден
- Корпус на доброволчески медицински сестри на Асоциацията на италианските рицари на Суверенния военен Малтийски орден (в процес на премахване)
- Военен ординариат на Италия

Страната не разполага със собствено ядрено оръжие, но на нейна територия е разположено такова – в Авиобаза „Бреша – Джеди“ по линия на стратегията на НАТО за ядрено споделяне и в Авиобаза „Авиано“ – авиобаза на ВВС на САЩ.
Италия е индустриална държава с традиции в производството и износа на въоръжение и индустриално оборудване. Tя е една от основателките на НАТО. Участва в различни мисии по света (Ирак, Либия, Косово, Мали, Мароко, Сомалия) и като организация за подпомагане на пострадалиte райони. Военният географски институт е картографската служба на Италия и се намира във Флоренция. 

#### Здравеопазване
В Европа Италия е една от страните с ниво на здравеопазването над средното, което е основано на принципа на доброволното от страна на пациента участие. Медицинските заведения са под контрола на Министерство на здравеопазването. Национален здравноосигурителен съвет (Consiglio Superiore di Sanità),Национален институт по здравеопазването (Istituto Superiore di Sanità) и Експерименталните зоопрофилактични институти (Istituti zooprofilattici sperimentali) са едни от институциите, които контролират здравеопазването в страната. Поликлиниката „Агостино Джениели“ е една от най-големите в Рим и страната. Медицината е приоритет в страната и медицинските висши учебни заведения са едни от най-реномираните в Европа. Също така и редица фондации помагат за развитието на бъдещите медици.
Италианската национална здравна служба (SSN) е държавна система с универсален характер, която, както е установено в чл. 32 от Конституцията на Италианската република, гарантира правото на здравеопазване на всички граждани, финансирано чрез общо данъчно облагане и преки приходи, получени от местните здравни компании, произтичащи от билетите за здравно обслужване (на итал. ticket sanitari), т.е. квотите, с които подпомаганият допринася за разходите) и от платените услуги.

### Международни отношения
Италия е сред основателите на Европейската икономическа общност, преобразувана в Европейски съюз. Страната е приета в Организацията на обединените нации (ООН) през 1955 г. и членува също в Г-7, Г-20, Организацията на северноатлантическия договор (НАТО), Организацията за икономическо сътрудничество и развитие, Световната търговска организация, Организацията за сигурност и сътрудничество в Европа, Съвета на Европа, Централноевропейската инициатива, Средиземноморския съюз.
Италия традиционно подкрепя ООН и нейната дейност в областта на сигурността. Италиански войски участват в мисиите на ООН в Сомалия, Мозамбик и Източен Тимор, като страната оказва и подкрепа на операциите на НАТО и ООН в Босна и Херцеговина, Косово и Албания. През февруари 2003 г. Италия разполага 2-хилядна военна част в Афганистан. През юли същата година изпраща войски и в Ирак, чийто максимален брой достига 3200 души и които са изтеглени през ноември 2006 г. През август 2006 г. 2450 италиански войници са придадени към мисията на ООН в Ливан, а от февруари 2007 г. италианецът Клаудио Грациано ръководи силите на ООН в тази страна.

### Италианско гражданство
По закон италианско гражданство се придобива автоматично в следните случаиː
- дете на родител с италианско гражданство
- всеки, роден на територията на страната, ако и двамата родители са неизвестни или са лица без гражданство, или са чужденци, принадлежащи към държави, чието законодателство не предвижда предаването на гражданството на родителите на детето, родено в чужбина
- осиновяванеː непълнолетен чужденец, осиновен от италиански граждани
- чрез признаване или съдебна декларация за родство: ако италиански гражданин припознае, в даден момент след раждането, непълнолетно дете. Ако то е пълнолетно, запазва гражданството си, но може (в рамките на една година от припознаването, съдебната декларация или декларацията за влизане в сила на чуждестранната разпоредба) да декларира, че избира италианско гражданство
- чрез придобиване или повторно придобиване от страна на родителите: непълнолетното дете на лицето, което придобива или повторно придобива италианско гражданство, придобива гражданство директно, стига да живее стабилно и ефективно с лицето.

Гражданство може да бъде предоставено и ако чужденецът е оказал изключителни услуги на Италия или ако има изключителен интерес от страна на държавата.
Италианско гражданство може да се поиска:
- чрез доброволно придобиване: чужденецът или лицето без гражданство, независимо къде е родено, чийто родител (или възходяща линия по права линия до втора степен) е италиански граждани по рождение, придобива италианско гражданство при наличието на определени изисквания (отбиване на военна служба във въоръжените сили и декларирайки предварително, че желае да придобие италианско гражданство; като поеме държавна работа на служба на държавата, включително в чужбина, и декларира, че желае да придобие италианско гражданство; или като законно пребивава в Италия в продължение на две години след навършване на 18 години и декларира в рамките на една година от навършване на пълнолетие, че желае да придобие италианско гражданство)
- по рождение на италианска територия от чуждестранни родители: дете, родено в Италия от чуждестранни родители, може да кандидатства за гражданство само след навършване на 18 години, ако е пребивавало законно и непрекъснато в Италия до този момент
- чрез брак или граждански съюз, когато след сключването пребивава законно най-малко две години на територията на Републиката или три години от датата на брака, ако пребивава в чужбина, ако към момента на приемане на указа за предоставяне на гражданство, той не са се случили разваляне, анулиране или прекратяване на гражданските последици от брака и не е налице законна раздяла на съпрузите. Ако има родени или осиновени деца от двойката, очакваните срокове се намаляват наполовина.
- по местоживеене (т. нар. „натурализация“)ː законът предвижда различни срокове на пребиваване в зависимост от различните хипотези и задължително изисква пребиваването да е законно (редовно разрешение за пребиваване и непрекъснатост на регистрацията), непрекъснато и текущо до приключване на процедурата за предоставяне на гражданствоː 
  - гражданин на държава извън ЕС, пребиваващ в Италия поне 10 години
  - ̽гражданин на ЕС пребиваващ в Италия поне 4 години
  - ̽гражданин без гражданство или бежанец, пребиваващ в Италия най-малко 5 години след признаване на статута
  - ̽пълнолетен чужд гражданин, роден в Италия и пребиваващ най-малко 3 години (извън хипотезата, предвидена в чл. 4, параграф 2 от Закон № 91/92)
  - ̽чужд гражданин с родители или втора степен по права линия, които са италиански граждани по рождение, след 3 години пребиваване в Италия (без да се засягат разпоредбите на член 4, параграф 1, буква c) Закон №. 91/92)
  - ̽пълнолетен чужд гражданин, осиновен от италиански гражданин, пребиваващ в Италия поне 5 години след осиновяването
  - ̽чужд гражданин, който е служил, дори и в чужбина, най-малко 5 години като служител на италианската държава, след 7 години пребиваване в случай на чужденец, свързан с италиански гражданин преди влизането в сила на Закон 184/1983 (чл. 21 Закон 91/1992).

Италия признава двойното гражданство, следователно е възможно да получиш италианско гражданство, без да се отказваш от това на друга държава.

## Общество

### Население
Населението на Италия към 1 януари 2023 г. е 58 850 717 души, което прави Италия третата страна в Европейския съюз по численост на населението (след Германия и Франция). Средната гъстота на населението е 195 души/km2, по-висока от средната за ЕС. Средната продължителност на живота за мъжете е 80,1 г., а за жените – 84,7 г.
Броят на имигрантите или редовно пребиваващите чужденци в Италия се увеличава значително особено след 2001 г. и според данни на ISTAT към 1 януари 2022 г. е 5 030 716 души, 8,5 % от постоянното население; най-многобройните общности са румънската (1 083 771 души), албанската (419 987 души) и мароканската (420 172 души). Към тези данни трябва да се добавят и нелегално пребиваващите, около 404 000 души според доклад за имиграцията от 2015 г. на Фондация "Исму".

### Езици

#### Италиански език
Италианският език е официалният и най-разпространеният език на Италия (въпреки че някои територии са официално двуезични). Принадлежи към групата на източните романски езици от индоевропейското езиково семейство. Произлиза от флорентинския диалект от 14 век, който се разпространява сред образованите прослойки в цяла Италия благодарение и на великите тоскански писатели от онова време като Данте, Бокачо и Петрарка.
Модерният италиански език е роден през 19 век до голяма степен благодарение на делото на Алесандро Манцони. Той е говорен в годините на обединението на Италия от малко над 10% от населението, към което се добавя неизвестен брой хора, които имат променливо познание на езика. След това езикът постепенно се разпространява благодарение на началното образование, феномена на урбанизацията и създаването на национална бюрокрация и армия, а след Втората световна война – и благодарение на радиото и на телевизията.
Освен че е официалният език на Италия, италианският е официален език на Ватикана (въпреки че номинално официалният език на Светия престол е латинският), Сан Марино, Южна Швейцария (Кантон Тичино и южните покрайнини на Граубюнден), по крайбрежната ивица на Словения (Анкаран, Копер, Изола и Пиран заедно със словенския), в Истрийска жупания в Хърватия (заедно с хърватския), и на Суверенния малтийски военен орден. Той е един от официалните езици на Европейския съюз и един от 4-те официални езика на Конфедерация Швейцария. Италианският освен това е говорен в Сомалия, Либия, Етиопия, Еритрея, Тунис, Бразилия, Албания, Малта, Аржентина, Венецуела и др., и в италианските общности по света: Ню Йорк и Ню Джърси (САЩ), Лондон (Великобритания), Мюнхен (Германия), Рио де Жанейро (Бразилия), Сидни (Австралия) и др.
Според изследването на Статиста през 2022 г. италианският език е на 29-о място по говорещи в света с 67,9 млн. говорещи. С близки резултати е изследването на Preprly, според което той е на 28-о място в света с 68 млн. говорещи. В Италия се говори от около 59 млн. души
На територията на Италия обаче се говорят много други езици, които се развиват и развиват независимо от тосканския. Все още широко се използват диалектите на италианския език – сицилиански, сардински, емилиански, венециански, салентински, калабрийски и др., като съществува почти консенсусно мнение относно разграничаването на неаполитанския като отделен език.
Основни фрази
- La lingua Italiana – ла лингуа италиана – италианският език
- Buon giorno – буон джорно – добър утро/ден
- Buona sera – буона сера – добър вечер
- Arrivederci – ариведерчи – довиждане
- Parlo Italiano – парло италиано – Говоря италиански (език)

#### Други езици
Официално признатите и защитени исторически езикови малцинства, присъстващи в Италия, са тези „на албанското, каталонското, германското, гръцкото, словенското и хърватското население, както и на онези, които говорят френски, франко-провансалски, фриулски, ладински, окситански и сардински“. Има и няколко регионални диалекта, които, въпреки че са изброени от ЮНЕСКО като малцинствени езици и от международната езикова общност като езици, които не се приписват на италианския, не се ползват с никакво признание или защита от Италианската държава.
В регионите и общините, засегнати от двуезичието, обществените служби и пътните знаци са двуезични или триезични (като ладинските общини в Южен Тирол и общините валзер в горната част на Вал ди Лис), а официалните документи могат да бъдат написани на италиански или на друг признат език.
Нивото на защита на някои малцинства е установено както от италианското законодателство, така и от международни договори: такъв е случаят с немскоезичното малцинство в Южен Тирол и двуезичните общини в провинция Тренто, чийто статут се регулира от Споразумението Де Гаспери-Грюбер (5 септември 1946 г.), и част от словенското малцинство във Фриули - Венеция Джулия, предвидено в Лондонския меморандум (5 октомври 1954 г.), с който Италия и Югославия съответно поемат гражданското управление на зони А и Б на Свободна територия Триест.
Италианският жестомимичен език (LIS), т.е. визуалният език на глухонемите, е признат от регион Вале д'Аоста от 2006 г.

### Религия
В Италия се прилага принципът на светската държава и следователно няма държавна религия. Италианските граждани са предимно католици, въпреки че през последните години се наблюдава рязък спад на вярващите поради нарастващия процес на секуларизъм. Според проучване на Докса от 2019 г. католиците съставляват 66,7% от населението, атеистите и агностиците 15,3%, а тези с други религии 18%. Католическата църква в Италия е организирана в 225 диоцеза плюс военен ординариат. Епископът на Рим е примас и приема титлата на папа. 
Църквата има влиятелна роля в италианското общество, заемайки позиция по религиозни, социални и политически въпроси, като развод и аборт през 70-те години на 20. век, или по-късно биозавещание и асистирано оплождане, премахването на разпятието от класните стаи и имиграционните политики. Отношението между Държавата и Църквата се разгледани в Конституцията на Италия, която ги делегира на Латеранските договори от 11 февруари 1929 г. Те са ревизирани с новото споразумение от 18 февруари 1986 г. (отношенията с други вероизповедания са регулирани от специални споразумения), в които държавната подкрепа за Църквата е установена чрез пропорционален дял от осем на хиляда на данъчните постъпления от IRPEF (данък върху общия доход),  който се добавя към другите финансирания на Католическата църква в Италия.
Сред останалите религии има различни други християнски вероизповедания (по-специално православни и протестанти, последните предимно петдесятници), евреи, мормони и Свидетелите на Йехова. Имиграцията допринася за подхранването на някои от религиозните малцинства, присъстващи в страната, най-многобройните от които са православните християни, мюсюлманите, будистите и индуистите.

## Икономика
Според данни на МВФ през 2022 г. италианската икономика е десета в света и трета в ЕС (след Германия и Франция) по големина на брутния вътрешен продукт (2 049 737,17 млрд. долара). Членка е на Г-7, Европейския съюз и ОИСР. Италия има пазарна икономика с висока свобода на инвестициите и търговията; стандартът на живота в страната е 8-ият най-висок в света. В допълнение, Италия има третият най-голям национален златен резерв в света (след Германия и САЩ).
В същото време италианската икономика е изправена пред редица проблеми, например изключително ниския си растеж (средно 1,23% за последното десетилетие, в сравнение с 2,28% годишно за ЕС.) Южна и Северна Италия се различават значително по своето икономическо развитие – докато в северната част БВП на глава от населението достига 32 900 евро (135,5% от средния за ЕС), то някои южни региони имат БВП на глава от населението, равняващ се на 16 300 евро (по-малко от 60% от средния). Заради тези проблеми, както и сравнително високите нива на корупция и бавните реформи, Италия понякога е наричана „болният човек на Европа“.
В страната се добиват живак, пирити, въглища, желязна руда, нефт, боксити, мрамор и др. Най-развити промишлени отрасли – машиностроене, автомобилостроене, хранително-вкусова, химическа, текстилна, металургия, корабостроене, самолетостроене, електроника, електротехническа, оптическа, нефтопреработване.

### Първичен сектор

#### Растениевъдство
- Зърнени култури

В северната и централната част на страната най-голям процент по територия заема царевицата (20%) (Италия е един от най-големите производители на царевица в Европа), следван от пшеницата (16%), ечемик (9%), ориз (8%) и други.
- Зеленчукопроизводство

Добре развито е в цялата страна, но най-вече в южната част. Основните площи са засети с домати (9%), чушки (7%), картофи (5%), патладжан
(5%), моркови (3%) и др. Италия е един от най-големите производители на домати и чушки в света. Тези две култури играят важна роля в италианската кухня и имат богат асортимент в страната.
- Бобови култури

Отглеждат се предимно в Централна Италия и Пиемонт. Поради полезните съставки тези храни играят важна роля в италианската кухня. Най-разпространената култура в италианските фермерски стопанства и засети площи е бобът (29%) (най-различни сортове), отглеждат се много грах (17%), нахут (16%) (Италия е един от основните износители на нахут в Европа), фъстъци (10%) леща (5%).
- Плодове

Италия е един от най-големите европейски производители на цитрусови плодове. В страната най-голямо е производството на череши (12%), грозде (11%), праскови (9%), портокали (9%), ябълки (9%), круши (9%), мандарини (8%), лимони (4%), ягоди (2%) и др.
- Ядки

Италия е основен производител на ядки в Европа. Най-вече производството е съсредоточено върху бадеми (26%), лешници (19%), орехи (14%) и др.

В Италия се отглеждат също около 90 000 тона гъби, 84 700 тона памук, 18 360 тона тютюн, салатни култури (80 000 тона), подправки (89 тона) и др.

#### Животновъдство
В страната към 2021 г. има над 1 млн. и 12,5 млн. хектара земеделска земя. Отглеждат се 8,7 млн. свине, 7 млн. овце, 5,7 млн. говеда, както и 173 млн. домашни птици (средна стойност за годината).

#### Полезни изкопаеми
В страната се добиват живак, пирити, въглища, желязна руда, нефт, боксити, мрамор и др. Италия е един от най-големите производители на стомана и сяра.

### Вторичен сектор

#### Индустрия
Индустрията на Италия е една от най-силно развитите в света. Водещи отрасли са машиностроенето, металургията, химическата и нефтохимическа индустрия, леката и хранителната индустрии.
Италия е сред най-големите производители и доставчици в света на автомобили, велосипеди и мотопеди, трактори, перални машини и хладилници, пишещи и сметачни машини, радиоелектронна продукция, промишлено оборудване, стоманени тръби, пластмаси и химически влакна, автомобилни гуми, а също и готови облекла и кожени обувки, сирене, зехтин, плодови и доматени консерви. Страната е най-големият в света производител на паста и вино. Голямо е и производството на цимент, натурални есенции и етерни масла от цветя и плодове, художествени изделия от стъкло и фаянс, бижутерия. Добиват се пирити, живачни руди, калиеви соли, доломити, азбест.

##### Дизайн и мода
Италианският стил, особено индустриалният, мебелният и автомобилният, се характеризира със смесица от въображение и строгост на дизайна и с използването на материали, считани за отпадъци, но в същото време иновативни. Роден в края на 19 век, той се превръща в Bel Design между 1945 и 1965 г., когато в транспортния сектор се раждат Веспа V98 farobasso, Иноченти Ламбрета, Изо Изета, Фиат 600 и Фиат Нуова 500, шевната машина „Мирела“ на Неки, електрическата изчислителна машина Divisumma 24 на Оливети и някои радиоприемници и телевизори, проектирани за Радио Марели и Брионвега в областта на домакинските уреди. На италианския дизайн, представен от компании, специализирани учебни заведения и творци като Джо Понти, Еторе Зотзас и Бруно Мунари, са посветени музеи и награди като „Златният пергел“ (Compasso d'Oro) – най-старата и престижна световна награда за дизайн. Миланският панаир – най-големият европейски изложбен център, ежегодно е домакин на множество международни изложби за дизайн.
В годините на италианското икономическо чудо се ражда и развива италианската мода. Наред с дрехите на висшата мода модните къщи предлагат конфекция, предлагайки се на международните пазари и водейки, в сътрудничество с индустрията, до утвърждаването на Произведено в Италия. 
Италия е една от страните с най-известни маркови стоки. Италианската мода е една от тези с най-високо реноме и с големи традиции. Милано е италианската столица на модата, където седалища имат най-утвърдените модни марки. Многобройни дизайнери, като Валентино, Армани, Прада, Версаче, Долче & Габана, Трусарди, Кавали и Гучи извеждат Италия на върха в световен план благодарение на нейните модни изделия.
Италианската обувна промишленост играе изключително важна роля в този отрасъл на текстилната индустрия. Иновациите, елегантността, използването на различен вид материали са основните характеристики на обувната промишленост. Една от най-известните компании са Балдинини, Маури, Рокс, Тренд, Роберто Ботичели и др.
Има и известни италиански производители на бижута и аксесоари, като Булгари, Андреа Ботичели, Фенди, Бродиони и др.

#### Енергетика
От средата на 50-те години Италия развива ядрена енергетика. От 2011 г. след референдум атомните електрически централи са спрени поетапно. Страната залага на ВЕЦ и възобновяеми енергийни източници. В страната се добиват незначителни количества природен газ и нефт. Един от европейските лидери в енергетиката е италианската компания Eni.

### Третичен сектор
В туризма и услугите са заети повече от 54% от трудоспособното население. Италия е една от водещите туристически дестинации. Банкови услуги, ремонтни дейности, телекомуникационни услуги са места, където работи около 24% от населението. Едни от най-големите доставчици на услуги са: Telecom Italia – телекомуникации, „Уникредит“ – банкиране, Exor – инвестиционно дело, Alitalia – авиационен превозвач и други.

## Инфраструктура
Транспортът в страната е добре развит. В Италия има 98 летища, 156 пристанища, 19 472 km железопътна линия, 837 493 km главни и междуселищни пътища, 6532 km магистрали.

### Железопътни пътища
18 071 km железопътен път, 1600 km за теснолинейки и планински железници. Основния железопътен оператор е Trenitalia. Броят на машините в железопътния транспорт наброява 65 000 – 2900 локомотива, 1800 специализирани машини и 45 700 вагони. Работниците в този сектор са 39 800 души.
Изграждането на високоскоростни линии започва през 1992 г. Петте най-натоварени железопътни линии са: Торино – Милано, Болоня – Милано, Рим – Неапол, Рим – Флоренция и Болоня – Флоренция.

### Метро
Седем италиански града имат метро: Рим – 2 линии с дължина 41,5 km и 48 спирки, Милано – 4 линии с 92 km и 101 спирки, Торино – 1 линия, 13 km и 21 спирки, Неапол – 3 линии, 29,8 km и 28 спирки, Генуа – 1 линия, 7 km и 8 спирки, Катания – 1 линии, 3,5 km и 6 спирки, Бреша – 2 линии, 13,7 km и 17 спирки.

### Трамвай
От началото на XX век в страна е имало над 120 различни линии за лек железопътен транспорт, които по една или друга причина са били закрити. В 13 италиански града функционират трамваи или градски влакове. Това са: Рим от 1877 – 6 линии с 40 km дължина; Милано от 1881 – 17 линии, 115 km; Торино от 1871 – 10 линии 58 km; Неапол от 1875 – 3 линии, 11 km; Флоренция от 2010 – 1 линия, 8 km; Падуа от 2007 – 1 линия, 6 km и други.

### Надземни железници
В много от градовете съществуват надземни железници и градски влакове. Повечето от този тип транспорт свързва по-големи селища на близки разстояния и се използват в някои случаи като туристическа атракция.

### Автомобилен транспорт
По данни от Статистически институт през 2012 в страната има: 37 196 730 автомобила, 6 578 000 мотоциклети, 100 890 автобуси, 844 000 специализирани превозни средства, 4 567 900 товарни автомобили и 161 340 селскостопански машини.

### Авиация
Броят на италианските граждани, използвали авиационни услуги през 2012 г., е 56 298 073.

## Туризъм
Италия е една от четвъртата в света туристическа дестинация – през 2018 година страната е посетена от 94 милиона чуждестранни туристи. Символи на Италия са Колизеят в Рим, Наклонената кула в Пиза и Венеция. Прекрасните малки градчета с множество архитектурни паметници, романтичните улици и красивите площади. Градовете Неапол и Флоренция са едни от най-посещаваните градове и се отличават с богатата история. „Ла Скала“ в Милано, „Испанските стъпала“ в Рим, множеството замъци и монументи също са част от пейзажа. Националните паркове, Резерватите и Сафари парковете (където се отглеждат редки видове животни в защитени от страната площи) са още една причина да посетите страната. Планинските и морските курорти също очароват туристите. „Автомобилният музей“ в Торино и Галерията на Виктор Емануил II в Милано са много посещавани.

## Култура

### Архитектура
В архитектурен план днешна Италия може да се опише с предимно ренесансов стил, неокласицизъм и съвременно строителство. Разбира се древните постройки и елементи са едни от символите на страната и те също формират облика на архитектурата. Колизеят и други монументи в Рим, а и в близките градове подчертават романския архитектурен стил. Множество подобни сгради са разрушени по време на войните и при идването на различни владетели на власт през Средновековието. Още едно доказателство за следи от минали цивилизации са останките от древногръцки и етруски храмове и параклиси предимно в южна Италия и най-вече на остров Сицилия.
Други храмове в Южна Италия носят стила на ранното християнство и на византийския стил. Освен в Рим други катедрали и обществени сгради в градове като Пиза и Флоренция оставят във времето спомена за романската архитектура. Готическата архитектура може да бъде забелязана в повечето градове в страната. Най-ярък пример е Миланската катедрала. Църквата „Сан Франческо“ в Болоня, „Сан Франческо“ в Асизи, Палацо Векио във Флоренция, Катедралата на Орвието са също част от богатото наследство на тази епоха. От времето на Ренесанса са съхранени някои обществени и жилищни сгради в големите и по-малките градчета и много базилики и катедрали. Катедралата във Флоренция, Базиликата „Сан Лоренцо“, Базиликата „Сант Андреа“ са някои от многото сгради, останали до днес. Бароковата архитектура и неокласицизмът са оставили след себе си множество дворци, катедрали и параклиси. От монархията и фашизма също са останали много сгради, но повечето са били разрушени заради политическите промени.

### Изобразително изкуство
Запазени са образци от изобразително изкуство от времето на древните гърци. Други стенописи, скулптури и монументи датират от времето на етруските. Римляните са оставили наследство, което може да се види и днес. Множество произведения се съхраняват в Рим, Верона и Неапол. От времето на романтизма са запазени множество скулптури предимно в Южна Италия и в Сардиния и Сицилия.
Епохата на Готиката също е оставила трайни следи в изкуството. Монументите „Ла Скала“ в Милано, базиликата на Свети Франциск в Асизи и Сиенската катедрала са архитектурни шедьоври от този период. Едни от най-емблематичните творци на този период са Джото, Арнолфо ди Камбио и Николо Пизано. Най-значителната епоха е Ренесансът, който тръгва именно от Италия. Възниква през XIV век и духът му се усеща най-вече във Флоренция, Болоня и други градове в Централна и Северна Италия като Мантуа, Урбино и Ферара. Едни от първите представители на този революционен стил са Филипо Брунелески (1377 – 1446), Леон Батиста Алберти (1404 – 1472), Филипо Липи (1377 – 1446), Донатело и Мазачо. Гении на своето време, творили през този период и оставали незаменими шедьоври, са Леонардо Да Винчи, Микеланджело Буонароти и Рафаело.

### Театрално изкуство
На територията на днешна Италия има множество останки от древногръцки, римски и латински сцени и руини на театрални съоръжения. Част от тези театри са превърнати в паметници на културата. Богатата история на тези цивилизации играе изключителна роля в развитието на италианското театрално изкуство. Древните театри са били разположени предимно в Южна Италия в или край градовете (Неапол, Таранто, Бари, Катания и др.) Латинският театър, присъстващ от времето на Древен Рим, който в някои фарсове предлага повторно древногръцкия театър, представен в Магна Греция, вижда Ливий Андроник, Плавт, Теренций (за комедия) и Сенека (за трагедия) на върха на своето изразяване. 
След период на общ упадък в изкуствата след падането на Римската империя, през Средновековието театърът възвръща нова сила благодарение на религиозните представления и на сатирични творби на шутовете.
Епохата на Хуманизма е повратна точка в италианския театър. Благодарение на него се възстановяват множество ръкописи и биват показвани пред публика. Видни представители на Хуманизма са Донато Джаноти и Аньоло Полициано. По време на Ренесанса Италия отново достига върховете на театралното изкуство в Европа. Играят се пиеси от най-известните творци на Италия от онова време, като драматурга и философ Николо Макиавели.
В модерната епоха се появява фигурата на Карло Голдони, който надхвърля традицията на комедия дел арте, развила се между 16 и 18 век, основана на импровизацията на актьорите и на сюжети, и въвежда нова форма на театър, в който маските постепенно се елиминират и преминаваме от импровизация към актьорско майсторство, което следва прецизен сценарий. Трябва да се споменат и мелодрамата на Пиетро Метастазио и Опера дей Пупи – традиционен за Сицилия куклен театър, който се разпространява в Южна Италия между втората половина от 19 и първата половина на 20 век и днес е включен от ЮНЕСКО сред устното и нематериално наследство на човечеството.
През 20 век се откроява фигурата на Луиджи Пирандело, чиято поява е едно от ключовите събития на съвременния европейски театър. Други представители на периода включват Едуардо Скарпета, Едуардо Де Филипо, Рафаеле Вивиани, Джилберто Гови и Дарио Фо.

### Комикси
Италианските комикси имат важен културен принос и те често са с международно значение. Куриер на децата (Il Corriere dei Piccoli) е първото италианско седмично списание за комикси. То дебютира на 27 декември 1908 г. – ден, който се счита за рождената дата на италианските комикси. Изданието е замислено от журналистката Паола Ломброзо Карара с изтънчени педагогически намерения чрез редуване на „илюстрирани цветни истории“ с популярни статии и художествена литература с добро качество, вдъхновена от някои европейски вестници от онова време. Новата публикация представя материал от англосаксонски и американски произход. 
Известни автори и персонажи са: Серджо Тофано със Синьор Бонавентура, Уго Прат с Корто Малтезе, Джовани Луиджи Бонели и Аурелио Галепини с Текс Уилър, Гуидо Крепакс с Валентина, Андреа Пациенца и Дзерокалкаре. Тициано Склави, благодарение на неговия Дилън Дог, поставя върха на италианския жанр на комиксите на ужасите, следван от Макс Бункер, който създава видни герои като Сатаник. Самият Бункер е сред основоположниците на италианските черни комикси благодарение на героя си Криминал. Жанрът намира своята перла в героя и едноименния комикс Диаболик, дело на сестрите Анджела и Лучана Джусани. Мило Манара – автор с международна известност е майстор на еротичния комикс. 
От втората половина на 20 век изд. „Серджо Бонели“ е най-известното издателство в сектора, с множество заглавия, преведени и в чужбина. Заслужава да се спомене и Елизабета Ньоне, създателка на успешния сериал „Уич“, на който се базира успешен анимационен сериал.

### Музика
Италия е една от страните, които имат голям принос за развитието на музиката. В страната са поставени основите на класическата музика, операта, диското и други музикални стилове. Италианските композитори и изпълнители са световно признати и тяхното творчество оставя отпечатък в музикалната история. Миланската Ла Скала е една от символите на оперната музика. В други италиански градове също има известни архитектурни паметници на операта и на музиката като цяло. Италия дава на света много музикални инструменти като пианото, цигулката, мандолината и др. Страната е известна и с реномираните музикални фестивали като този в Санремо.
Италианската музика започва да се развива през 14 век с разпространението на Арс нова, която въвежда полифонията в светската музика. През този период градове като Мантуа, Флоренция, Ферара, Венеция, Милано и Рим стават водещи центрове в европейската музикална панорама. През 15 век съществуват карнавалните песни, родени във Флоренция в епохата на Лоренцо Великолепни.
Важни представители на 16 век са Костанцо Феста – първият полифонист с международна слава, Джозефо Дзарлино, който дава забележителен принос към теорията на контрапункта, Джовани Пиерлуиджи да Палестрина – сред най-важните композитори на ренесансовата музика, Лука Маренцио, Карло Джезуалдо – един от основните иноватори на музикалния език и Клаудио Монтеверди, благодарение на когото се ражда и утвърждава операта и в частност мелодрамата, родена във Флоренция през 1598 г. с операта „Дафне“ на Якопо Пери и Отавио Ринучини.
През 17 век Италия е дом на първите големи школи по инструментална музика, които оказват влияние върху музикантите в цяла Европа, особено чрез произведенията на авторите от бароковия период Джовани Габриели, Джироламо Фрескобалди, Арканджело Корели, които имат забележителен принос за развитието на художествената цигуларка и на кончерто гросо, Антонио Вивалди, който подчертава индивидуалистичната виртуозност и с когото концертът придобива своята окончателна структура, Доменико и Алесандро Скарлати, които подновяват композициите за клавесин, и Джовани Батиста Перголези.
През 18 век Луиджи Бокерини, Луиджи Керубини и Антонио Салиери – официален композитор на Хабсбургския двор, са основните представители на италианската инструментална и оперна музика. Неапол се превръща благодарение на своите консерватории в оживен център за обучение и осъвременяване и безспорен референция в световния европейски музикален и театрален, където преподават Алесандро Скарлати, Франческо Дуранте, Томазо Траета, Николо Джомели, Гаетано Греко, Никола Антонио Дзингарели и Никола Порпора, в чиято школа се обучават множество кастрати, включително Карло Броски, известен още като Фаринели – най-известен сопран на века. В този контекст се развива опера буфа – оперен музикален жанр, разбиран като забавление, представен от композитори като Балдасаре Галупи, Николо Пичини, Пиетро Алесандро Гулиелми и Доменико Чимароза, и от опери като „Прислужницата господарка“ „Чекина“ и „Тайната сватба“. Между 18 и 19 век се откроява и фигурата на Муцио Клементи, наричан „бащата на пианото“.
Известни опери от Епохата на романтизма са „Аида“, „Вилхелм Тел“ и „Севилският бръснар“ от Джоакино Росини, „Пуританите“ от Винченцо Белини, „Набуко“, „Травиата“ и „Риголето“ от Джузепе Верди. От Веризма са вдъхновени „Турандот“, „Мадам Бътерфлай“, „Тоска“ и „Бохем“ от Джакомо Пучини, „Палячи“ от Руджеро Леонкавало и „Селска чест“ от Пиетро Маскани.
Известни инструменталисти са Николо Паганини, един от най-великите цигулари на 19 век. През втората половина на века изпъква Джовани Ботезини, наречен „Паганини на контрабаса“ и всеобщо признат за най-великият виртуоз на този инструмент, Артуро Бенедети Микеланджели, изискан изпълнител на пиано от 20 век, Маурицио Полини, Салваторе Акардо и Уто Уги – международно известни цигулари, и виолончелистът Марио Брунело. 
Сред симфоничните оркестри се открояват Оркестърът на Националната академия „Санта Чечилия“ от Рим, Националният симфоничен оркестър на Rai от Торино, Сицилианският симфоничен оркестър от Палермо и Филхармонията на Ла Скала от Милано. Сред диригентите изпъкват Артуро Тосканини, Феручо Бузони, Рикардо Мути и Клаудио Абадо. 
Много оперни певци от 19 и 20 век са италианци: тенорите Джовани Давид, Лоренцо Салви, Анджело Гамба, Флавиано Лабò, Лучано Павароти, Енрико Карузо, Франко Корели и Джузепе Ди Стефано, сопраните Рената Тебалди и Катя Ричарели, мецосопранът Чечилия Бартоли, бас-баритоните Руджеро Раймонди и Сесто Брускантини и контралтите Мариета Албони, Клоринда Коради и Розмунда Пизарони. Алесандра Фери и Карла Фрачи са удостоени с титлата на абсолютна примабалерина.
Репертоарът, който продължава от началото на 19 век до периода непосредствено след Втората световна война, чийто Златен век се пада между 19 и 20 век, съставлява класическата неаполитанска песен, традиционно родена през 1839 г. с Te amo bene assaje, и включваща известни песни като O sole mio, 'O surdato 'nnammurato и Torna a Surriento.
През 20 и 21 век, след музикалното пробуждане в различни европейски страни, някои италиански композитори се опитват да предложат нов музикален език като Илдебрандо Пицети, Алфредо Казела, Оторино Респиги, Джан Франческо Малипиеро и Гофредо Петраси по време на двете световни войни, Бруно Мадерна, Франко Донатони, Лучано Берио, Луиджи Ноно, Алдо Клементи от следвоенния период до наши дни.
Италианската естрадна музика от последните десетилетия може да разчита на певчески фестивали с международно значение като Фестивала на италианската песен в Санремо, провеждан от 1951 г., и Дзекино д'оро за детска песен, провеждан от 1959 г.
Особено забележително е международното значение, което имат италианската естрадна музика от 60-те г. на 20 век (Ал Бано, Доменико Модуньо, Мина и други), италодиското от 80-те г. (Ивана Спаня и особено Джорджо Мородер – най-плодотворният и оригинален изпълнител, известен в международен план като „бащата на диско музиката“) и италоденс – жанр, който се разпространява в Италия и в цяла Европа между 90-те и началото на 2000-те г. и който включва изпълнители като Корона, Нетцверк, Джиджи д'Агостино, Айфел 65, Меджик Бокс, Габри Понте и Джорджо Прециозо.
Италианската авторова музика през годините показа забележителни творци като Фабрицио Де Андре, Джорджо Габер (известен преди всичко със своя песенен театър), Франческо Гучини, Пино Даниеле, Лучо Дала, Франческо Де Грегори и други велики имена, които в някои случаи успяват да влязат в литературните антологии. Освен това много от тях се пробват в песни и албуми, написани и изпети на техния собствен диалект: напр. Creuza de mä на Де Андре, който също се отличава с използването на етнически и ориенталски инструменти.
Поп музиката на Италия е сред водещите в света и има огромно значение за развитието на световната поп музика през 50-те, 60-те, 70-те и 80-те години на 20 век. Сред най-големите звезди от Италия са Клаудио Вила, Доменико Модуньо, Нила Пици, Мина, Адриано Челентано, Тото Кутуньо, Джани Моранди, Милва, Ива Дзаники, Рита Павоне, Орнела Ванони, Ерос Рамацоти, Дзукеро и много други.
Сред представителите на рок музиката са групите Пу, Afterhouse, Номади, Тимория, Премиата Форнерия Маркони и Субсоника (последните две прогресив рок), Вердена (алтернативен рок), и изпълнителите Васко Роси, Лучано Лигабуе, Литфиба, Пиеро Пелу, Нек и др.
Представители на метъл музиката са групите Елвънкинг, Рейнтайм, Лакуна Койл, Рапсоди ъф Файър, Страна Офичина, Екстрема, Домине, Булдозер и др,  
Марлене Кунц е известна инди група.
Италианският рап и хип-хоп започва развитието си през 90-те г., като първият изпълнител на стария училищен рап е Джованоти и стилът на музиката е наричан „рападино“. Една от най-известните хип-хоп групи тогава е „Радикал Стаф“ (основана през 1986 г.). Други популярни групи от този период са „Отиере“, „Баси Маестро“, „Лоу Екс“, „Ла Фамиля“. Златните години за този стил музика започва през края на 90-те г. Изпълнители като Нефа, Ди Джей Груф, Каос Уан, Деда стават много популярни в Европа и в САЩ. Известни изпълнители от 2000-те г. са Фабри Фибра, Федец, Гуе, Роко Хънт, Сфера Ебаста, Тедуа, Мис Кета, Маракеш, Джей Акс, Джемитец, Елетра Ламборгини, Емис Кила, Клуб Дого, Дарджен Д'Амико, Джейк Ла Фурия, Клементино, Салмо, Медмен, Акиле Лауро, Лаца, Гали и др.

### Кино
Първото представяне на такъв вид изкуство пред италианска публика става през далечната 1896 г. През март кинематографът пристига в Рим и Милано и по-късно в Неапол, Салерно, Бари и Ливорно. Има сведения, че още същата година са направени късометражни филми за крал Умберто I и за тогавашните папи.
Италианското кино се ражда през 1905 г. в Торино и в Рим и бързо печели водеща роля, като дава живот на филми като „Последните дни на Помпей“, „Quo vadis?“ и „Кабирия“, които, изнасяни навсякъде, го поставят сред първите в света. Рудолфо Валентино става известен в САЩ.
Първият регистриран официално италиански филм е „Падането на Рим“ (La presa di Roma) от 1905 г. с режисьор  Филотео Алберини. Първият филм със звук е прожектиран през 1906 г. в Пиза под ръководството на проф. Пиетро Пиерини. От 1904 до 1910 г. италианското кино се развива и успехът му надминава очакванията на италианското общество. Режисьори като Марио Казерини и Енрико Гуацони със своите филми покоряват европейската и световната сцена. През 1910 -1950 г. се снимат множество игрални филми, отразяващи живота в Италия. Правят се и множество документални филми за географията и икономиката на страната.
През следващите години се раждат Институт „Луче“ (1925 г.) (мощен пропаганден инструмент за фашисткия режим, той е най-старата държавна институция в света, посветена на разпространението на киното за образователни и информационни цели), Филмовият фестивал във Венеция (1932 г.), Експерименталният център за кинематография (1935 г.), ENIC – Националната служба за кинематографични индустрии (1935 г.) (компания за производството и разпространението на филми) и, насърчавано от режима, световноизвестното киностудио Чинечитà (1937 г.), което насърчава развитието на италианското кино и което предлага, наред с фашисткото пропагандно кино, досадните и дребнобуржоазни филми на киното на белите телефони (комедиен поджанр, на мода от 1936 до 1943 г.).
В следвоенния период (1943 – 1955) италианското кино дава началото на сезона на Неореализма, чиито най-известни режисьори Виторио Де Сика, Роберто Роселини и Лукино Висконти получават важно признание в чужбина, въпреки че в Италия са обвинявани, че показват една бедна страна. Други водещи режисьори са Чезаре Дзаватини, Джузепе Де Сантис, Федерико Фелини и др. Става въпрос за течение в изкуството на кинематографията, което се характеризира с разказване на истории nа хора и социални групи от бедната работническа класа, филмирани на действителния терен вместо в комфорта на филмовите студия. Често за поддържащите роли са използвани непрофесионални актьори от местното население. Неореализмът изважда на преден план трудностите в икономически и морален аспект в следвоенните години, рефлектиращи в характерната италианска народопсихология. 
През 60-те години, в Италия на икономическия бум, киното изобретява комедията по италиански с режисьори като Пиетро Джерми, Марио Моничели, Еторе Скола, Луиджи Коменчини и Дино Ризи. Настъпва времето на Джина Лолобриджида, Клаудия Кардинале, Тото, Марчело Мастрояни, Виторио Гасман, Нино Манфреди, Уго Тоняци, Алдо Фабрици и Алберто Сорди. Комиците илюстрират южняшкия манталитет на обществото, борбата на италианците като имигранти и приобщаването на хората с различни нрави и култури, а ежедневието поднесено по хумористичен начин. Едни от най-запомнящите се италиански комедии са „Стражари и апаши“ (Guardie e ladri) (1951), „Обичайните заподозрени“ (I soliti ignoti) (1958), „Всички у дома“ (Tutti a casa) (1960), „Армията Бранкалеоне“ (L'armata Brancaleone) (1966), „Хляб и шоколад“ (Pane e cioccolata) (1973) и много други.
Драматичните произведения водят до присъждането на „Оскар“ за най-добра женска роля на Ана Маняни през 1956 г. (първата италианка, спечелила статуетката) и на София Лорен през 1962 г.
През 70-те години оптимизмът отстъпва място на размирното общество. Това, което се появява, са криминалетата по италиански (Лучо Фулчи и Дарио Ардженто), политическо кино с режисьори като Елио Петри и Франческо Рози и актьори като Джан Мария Волонте или киното на екзистенциалното затруднение (Марко Белокио). Ражда се и тенденцията на спагети-уестърна, в която се налага Серджо Леоне. Заслужава да се споменат и фигурите на Франко Дзефирели, Ермано Олми, Карло Вердоне, Нани Морети и Масимо Троизи. През тези години италианското еротично кино също намира своя блясък с режисьора Тинто Брас, най-големият му представител.
С появата на комерсиалната телевизия се появяват трудности, които продължават да съществуват въпреки изключителната поредица от международни успехи, като 9-те Оскара, присъдени на „Последният император“на Бернардо Бертолучи (1988) или тези, спечелени от „Ново кино „Парадизо““ от Джузепе Торнаторе (1990), „Средиземноморие“ (Mediterraneo) на Габриеле Салваторес (1992) и „Животът е прекрасен“ на Роберто Бенини (1999).
През 2000-те г. най-големи печалби са за т. нар. кино-козунаци (cine-panettone), характеризиращи се с неангажираща комедия, но които се харесват на широката публика и често се развиват на екзотични места. Последните успехи са на композитора на филмова музика Енио Мориконе, носител на „Оскар“ за цялостно творчество (2007) и на Оскар през 2016 г., и на Паоло Сорентино, носител на Оскар през 2014 с „Великата красота“.
Друга силна страна на италианското кино е научната фантастика. Едни от най-големите режисьори в този стил са Енрико Новели, Луиджи Маджи, Марио Солдати, Марио Матоли, Уго Грегорети, Бруно Корбучи, Маурицио Понци, Лучо Фулчи и Джулиано Монталдо.

### Медии
В страната информацията е основен ресурс. Медиите играят важна роля в съвременното италианско общество. Около 92% от гражданите държат да са информирани и всеки ден използват медиите като източник на информация.
- Вестници

Първият вестник идва именно от Италия. Първият вестник за сведения е издаден във Венеция през 1563. През началото на XX век в страната започва излизането на първите обществени медии – вестниците.
Днес най-популярните всекидневници в страната са Република, Стампа, Джорнале, Кориере дела Сера, Либеро. Тиражът на тези вестници е съответно 350 000, 237 000, 117 000, 403 000, 91 000.
- Списания

Такъв тип издания възникват в Италия още през XVIII век в много малки серии най-вече да информират за важни научни открития и обществени събития. Днес има доста популярни утвърдени италиански списания, които информират за събития в най-различни сфери, например автомобилни списания Al Volante, Auto, за икономика – Altreconomia, за култура – Valori, Cuore, Musica и много други.
- Радио

Гулиелмо Маркони осъществява първата междуконтинентална радиовръзка през 1901 г. Десетилетие по-късно радиовръзката става и обществена услуга. През 30-те години радиоканалите са директен източник на информация и за слушане на различни информационни бюлетини, спортни мероприятия и музика. Първият официален радиоканал е Радио RAI 1 основан през 1924 година и днес е на честота 178 kHz (в Италия). Едни от радиостанциите с най-голяма аудитория са RAI Radio 1 (около 7 млн. слушатели дневно), Радио Италия (около 5 млн. слушатели дневно), Радио 24 (около 3 млн. слушатели дневно), Радио R101 (около 2,5 милиона слушатели дневно), Радио Капитал (около 2,2 млн. слушатели дневно)
- ТелевизииЛоготип на RAI

RAI Radiotelevisione Italiana S.p.A е най-голямата италианска телевизионна група. RAI 1 е основана през 1954 г. в Рим. По-късно се появяват и телевизиите RAI 2, RAI 3, RAI 4, RAI 5, RAI Sport, RAI Movie и други. Други национални италиански телевизионни канали са Canale 5, Italia 1, Mediaset Extra, Sky и други.
- Електронни медии

Като част от глобалната мрежа много италиански медии (вестници, списания, телевизии) успоредно със своята дейност имат и уеб портали с цел по-достъпен достъп до информация. Други независими италиански интернет портали са: Virgilio.it (от 1996), abc.it, b24.it, Ciaoweb.it, CiaoItalia.it, miosito.it и други.

## Наука
Италианците имат голям принос за развитието на европейската и световната цивилизация. Постиженията на италианските учени са реализирани в областите на механиката, електротехниката, комуникациите, публицистиката, медицината и други. Един от най-изявените италиански учени е Галилео Галилей, който прави открития в математиката, физикаъа, астрономията и други. Друг италиански гений е Леонардо да Винчи, един от гениите на човечеството. художник, скулптор, архитект, инженер, анатом, писател, музикант и изобретател, той представлява в Италианския ренесанс универсалистичния дух, който го води до основните форми на изразяване в различните области на изкуството и знанието.

### Научни институти
Официално 12 за състоянието на обществото. Най-важните институти са: INEA – аграрна икономика, CNR – Национален съвет за научни изследвания, AISSA – Италианската асоциация на научно обосновани селскостопански, ISTAT – Национален статистически институт, ENEA – Институт за нови технологии, ISAE – икономически анализи.

### Математически, физически и природни науки

#### Математика
През Средновековието и Ренесанса Леонардо Фибоначи въвежда арабските числа и написва Liber abbaci през 1202 г., Николо Тарталя решава кубичното уравнение, а Джироламо Кардано и Паоло Руфини допринасят за развитието на алгебрата. Лука Пачоли публикува Summa de arithmetica през 1494 г. 
Започвайки от 18 век, няколко италиански математици допринасят за геометрията и за новата дисциплина на математическия анализ: сред тях Жозеф-Луи Лагранж, основател на аналитичната механика, Джузепе Пеано, известен с Tеоремата за съществуване на Пеано и аксиомите на Пеано, които все още представляват една от основните глави на логиката и основите на математиката, Якопо Рикати, Еудженио Белтрами, Улисе Дини, Вито Волтера, Гуидо Фубини, Мауро Пиконе, Франческо Севери, Гуидо Кастелнуово, Федериго Енрикес, Леонида Тонели, Ренато Качополи, Джузепе Бруно, Енио Де Джорджи и Енрико Бомбиери и Алесио Фигали са наградени с Филдсов медал. Бруно де Финети е отговорен за преформулирането на основите на вероятността и статистиката. През 18 век Мария Гаетана Анези – първата жена, автор на книга по математика, се откроява преди всичко сред жените. През 19 и 20 век се развива Италианската школа по алгебрична геометрия и тази на диференциалната геометрия, по-специално трудовете на Луиджи Бианки, Тулио Леви-Чивита и Грегорио Ричи-Курбастро предоставят на Алберт Айнщайн математическите инструменти за формулиране на Общата теория на относителността.

#### Физика
Галилео Галилей е един от основоположниците на физиката и астрономията в италианската физика, привърженик на хелиоцентричната система и Коперниковата революция. Прави революционни открития най-вече в областта на астрономията и въвежда научния метод и Галилеевата теория на относителността. 
Алесандро Волта, Луиджи Галвани, Аугусто Риги и Еудженио Белтрами се открояват със своите открития и приложения, свързани с електричеството. Волта прави открития в областта на електрическите заряди и открива батерията. Така се стига и до първата трансконтинентална радио връзка. Откриването на въртящото се магнитно поле се дължи на Галилео Ферарис, феномен в основата на електрическия мотор. 
Еванджелиста Торичели изобретява живачния барометър през 1643 г., работи върху физичните процеси, свързани с ниско и високо атмосферното налягане и вакуума (1644 г.), а през 1641 г. формулира уравнението на Торичели, полага основата на хидравликата. 
Сред учените, наградени с Нобелова награда за физика, се открояват Гулиелмо Маркони (1909), изобретател на радиото, Енрико Ферми (и Момчетата от улица „Панисперна“) (1938) за техния принос към ядрената физика, Емилио Сегре (1959), откривател на антипротона, Карло Рубия (1984) в областта на физиката на елементарните частици, Рикардо Джакони (2002) за откриването на източниците на космически рентгенови лъчи и Джорджо Паризи (2021) за приноса му към Теорията на сложността. 
Бруно Роси печели наградата Волф за физика за изследването си върху космическите лъчи. Никола Кабибо допринася за теорията на слабите взаимодействия в областта на физиката на елементарните частици, за която Италия разполага с националните лаборатории на Гран Сасо – най-големите подземни лаборатории в света, докато Федерико Фаджин допринася по съществен начин в областта на микропроцесорите.
Между 20 и 21 век в астрофизиката особено се откроява Маргерита Хак.

#### Химия
Важен принос имат учени като Станислао Каницаро, изобретател на реакцията на Каницаро, в областта на органичната химия, Асканио Собреро, изобретател на нитроглицерина, Джакомо Фаузер и Луиджи Казале, създатели на процес за химичен синтез на амоняк, разпространи по целия свят, и Амедео Авогадро, който въвежда концепцията за мол. В областта на индустриалната химия изпъква Джулио Ната – носител на Нобеловата награда за химия за изследванията си върху полимерите.

#### Медицина
Италианската медицинска традиция има средновековен произход с Медицинската школа в Салерно от IX век – първата и най-важна медицинска европейска институция от Средновековието. В страната е открит и предшественикът на съвременната линейка, използван през XII век в Италия. 
Традицията продължава през вековете благодарение на откритията, направени от лекари като Габриеле Фалопио, който описва структурата на фалопиевите тръби, Марчело Малпиги, който формулира теорията за функционирането на белите дробове и структурата на бъбречните телца, Джовани Батиста Моргани, смятан за основоположник на съвременната патологичната анатомия, Джовани Мария Ланчизи – първият лекар, изказал хипотезата за предаване на малария чрез комари и Ладзаро Спаланцани, който опровергава теорията за произволното зараждане. 
През 20 век се отличават нобеловите лауреати Камило Голджи (1906), Даниел Бове (1957), Салвадор Лурия (1969), Ренато Дулбеко (1975), Рита Леви-Монталчини (1986) и Марио Капеки (2007). В медицински контекст трябва да се спомене фигурата на Мария Монтесори, педагожка и през 1896 г. една от първите жени, завършили медицина.

### Хуманитарни науки

#### Икономика
В икономическата област през XVIII и XIX век трябва да се помнят фигурите на Пиетро Вери, основател на периодичното издание „Кафене“ (Il Caffè) – основен проводник на в Италия на идеите на Просвещението, Джан Риналдо Карли, Куинтино Села – министър на финансите на три правителства и президент на Националната академия дей Линчеи и Вилфредо Парето. 
През XX век Франческо Саверио Нити – уважаван икономист и политик, известен с проучванията си върху Южния въпрос, Луиджи Ейнауди – известен интелектуалец и икономист, както и президент на републиката, Пиеро Срафа, който критикува Маргинализма в „Производството на стоки чрез стоки“, Франко Модиляни, носител на Нобелова награда за икономика през 1985 г., Паоло Силос Лабини, Федерико Кафе и Томазо Падоа-Скиопа, бивш министър на икономиката и финансите и директор на Международния валутен фонд.

#### География
Интересът към географските изследвания, който през XIII век довежда Марко Поло в Китай по Пътя на коприната, достига своя връх през 15 и 16 век: през този период се провеждат пътуванията на Христофор Колумб, на когото се дължи откриването на Америка, Джовани Кабото, който открива Канада, като пристига в Нова Скотия, Америго Веспучи, изследовател на Новия свят, който в негова чест ще бъде наречен „Америка“, и Джовани да Верацано, който изследва атлантическите брегове на Северна Америка. И отново през XVI век фигурите на йезуита Матео Ричи, който разпространява западната култура в Китай, и Антонио Пигафета, който участва в първото околосветско пътешествие, за което написва най-подробния съществуващ разказ („Докладът на първо пътешествие около земното кълбо“). През 19 век Пиер Саворнян дьо Браза основава град Бразавил в Конго. През 20 век Умберто Нобиле, на борда на дирижабъла Norge, е първият, който прелита над Северния полюс.

#### Философия и историография
В областта на философията в късната римска и средновековна епоха се открояват Северин Боеций, чиито творби повлияват на християнската философия от Средновековието и следователно е смятан от някои за основател на Схоластиката, Тома Аквински, един от най-добре известните философи-схоластици, и Бонавентура от Баньореджо, важен представител на Францисканската школа.
Важни модерни философи са Марсилио Фичино и Джовани Пико дела Мирандола – представители на Неоплатонизма, Бернардино Телезио – предшественик на съвременния Емпиризъм и автор на трактата De rerum natura iuxta propria Principia (1570), Джордано Бруно – представител на Ренесансовия натурализъм който философски предусеща откритията на астрономията и Томазо Кампанела. 
През XVIII и XIX век се открояват Джамбатиста Вико – теоретик на философията на историята в опозиция на Картезианската философия, просвещенският учен Чезаре Бекария, Антонио Розмини – критик на Просвещението и Сенсуализма, и Винченцо Джоберти.  
Сред съвременните философи са историкът Бенедето Кроче, идеолог на Либерализма и важен изразител на Неоидеализма наравно с Джовани Джентиле и Антонио Грамши от марксистката традиция.
Историците включват Ландулф Сагакс, който интегрира Historia Romana на Павел Дякон с неговата Historia Miscella, Лоренцо Вала – филолог и инициатор на Историографския ревизионизъм, Франческо Гуичардини – автор на „История на Италия“, Лудовико Антонио Муратори – баща на италианската историография и водеща фигура на италианския 18 век, Шипионе Мафей – отправна точка за италианските интелектуалци и реформаторски владетели през 18 век, Гаетано Де Санктис – директор на Вестника за филология и класическо образование и президент на Италианския енциклопедичен институт от 1947 до 1954 г., Джоакино Волпе, Федерико Шабо – директор на италианския исторически преглед, и Ренцо Де Феличе – изследовател на Фашизма. Чириако Пицеколи е основател на класическата археология.

### Приложни науки

#### Инженерство
Цивилното инженерство претърпява голямо развитие на полуострова от римско време, създавайки големи градски съоръжения, видими и днес (пътища, мостове, акведукти, обществени сгради като бани и др.). Това наследство е възприето отново в градоустройственото планиране на Ренесанса, което също е свидетел на напредък в технологиите за военна употреба.

### Италия в Космоса
Правителственият орган, който управлява космическите мисии, е Италианската космическа агенция (ASI). Италия е третият по големина участник в Европейската космическа агенция (ESA) след Франция и Германия.
- 15 декември 1964 г.: изстрелян е първият италиански сателит Сан Марко 1
- 31 юли 1992 г.: Франко Малерба, след космическата мисия STS-46, е първият италианец, който отива в Космоса
- 9 юли 2013 г.: Лука Пармитано е първият италианец, извършил излизане в Открития космос
- 23 ноември 2014 г.: Саманта Кристофорети, след мисията на Експедиция 42, е първата италианка, която отива в Космоса
- 14 септември 2015 г.: първо наблюдение на гравитационни вълни GW150914 чрез сътрудничествата на VIRGO (Италия) и LIGO ( САЩ ) с помощта на Advanced LIGO данни
- Октомври 2019 г.: Лука Пармитано е първият италианец (и третият европеец), който командва Международната космическа станция по време на Експедиция 61.[156]
- 28 септември 2022 г.: Саманта Кристофорети става първата европейска жена командир на Международната космическа станция[157]

### Други науки
В областта на политическите науки трябва да се споменат Николо Макиавели – един от бащите на съвременната политическа наука, Гаетано Моска – привърженик на Елитаризма, Аугусто дел Ноче – политолог с католическо вдъхновение и Норберто Бобио – влиятелна културна личност на 20 век Италия.
В антропологията изпъкват Джустиниано Николучи, основател на Италианската школа по антропология и автор на Delle Razze Umane– първият италиански трактат по антропология и палеетнология, Паоло Мантегаца – един от първите популяризатори на Дарвинистките теории в Италия, Чезаре Ломброзо – пионер на изследванията за престъпността и Ернесто де Мартино.
Сред психолозите са важни Роберто Ардиго – пропагандатор на научната концепция за психологията, Санте де Санктис – основател на детската невропсихиатрия в Италия, Джулио Чезаре Ферари – пионер на италианската експериментална психология, Виторио Бенуси – водещ представител на Школата в Грац и учител на Чезаре Мусати – баща на перцептологията и на психоанализата в Италия.
В областта на педагогика изтъкнати са Феранте Апорти – пионер на детското училищно образование, Роберто Ардиго и Джовани Джентиле, Мария Монтесори – създателка на нов образователен метод, сестрите Агаци (Роза и Каролина) – експериментални педагожки и Марио Лоди.
В областта на езикознанието работят поетът Джакомо Леопарди, Луиджи Чечи и Антонино Паляро – основателите на съвременната историческа лингвистика, а сред юристите, освен Джамбатиста Вико, са Балдо дели Убалди, Чезаре Бекария, Костантино Мортати, Салваторе Сата и Джузепе Досети.
Заслужава да се спомене и геологът Джузепе Меркали, изобретател на скалата на Меркали, който създава първата сеизмична карта на италианската територия.
В теоретичната компютърна наука е важен приносът на Корадо Бьом – автор на теореми за формалните езици.

### Технология
В технологичната област Италия има важен и забележителен принос за развитието на сектора с много важни и новаторски открития: елементът на Волта (1799) от Алесандро Волта, двигателят с вътрешно горене (1853) от инженерите Еудженио Барсанти и Феличе Матеучи, първата кафемашина за еспресо (1884) от Анджело Мориондо, радиото (1895) от Гулиелмо Маркони, кафеварката (1933) от Алфонсо Биалети, фортепианото (1698) –предшественик на модерното пиано от Бартоломео Кристофори.
Сред другите са Алесандро Круто, пионер на електрическата крушка с нажежаема жичка (успява да завърши една на 4 март 1880 г., пет месеца след Томас Едисън), Антонио Пачиноти, изобретател на електрическия двигател с постоянен ток и на динамото, и Иноченцо Манцети, еклектичен изобретател от XIX век, изобретател на, наред с други неща, колата с парна мощност, автоном, способен да свири на флейта и първия прототип на телефона. През 1871 г. Антонио Меучи разработва устройство за дистанционна гласова комуникация, което нарича „телефон“ и което различни източници смятат за първия телефон.
През 1965 г. Пиер Джорджо Перото проектира първия персонален компютър в света – Programma 101. През 1988 г. изследователят от лабораторията CSELT (създадена през 1964 г. по модела на Лаборатории „Бел“) Леонардо Киарильоне, основава групата MPEG, която е автор на множество интернет стандарти, като напр. добре познатия MP3.

## Традиции и фолклор

### Традиции
Италия има множество исторически и фолклорни традиции от различни видове. Някои от тях са известни в международен план, като Сиенското палио – състезание между седемнадесетте контради (квартала) на тосканския град Сиена под формата на конен турнир със средновековен произход, провеждано два пъти годишно: на 2 юли и на 16 август. 
Карнавалът, който започва около 70 дена преди Великден, има голямо значение в италианската традиция. Най-известните италиански карнавали са:
Северна Италия
- Венециански карнавал, във Венеция, Венето. Един от най-известните карнавали в света.
- Исторически карнавал на Ивреа, в Ивреа, Пиемонт. Един от най-старите исторически карнавали в Италия. Характерен с тридневните си портокалените битки.
- Исторически карнавал на Пон Сен Мартен, в Пон Сен Мартен, Вале д'Аоста[160]
- Карнавал на Баголино, в Баголино, Ломбардия. Придобива известност заради типичния си фолклор, запазил се такъв благодарение на изолираното положение на града. Разделен на две отделни събития, анимирани съответно от елегантните фигури на Bälärì (танцьори и музиканти) и от гротескните фигури на Màscär (маски).

Централна Италия
- Карнавал на Виареджо, във Виареджо, Тоскана. Смятан за един от най-важните карнавали в Европа и света. Алегоричните платформи, които са най-големите и оживени в света, дефилират по крайбрежната алея на града. Те чрез сатира се обръщат към големите теми от съвременния живот: от националната и международната политика, през околната среда чак до обществените.
- Карнавал на Фано, във Фано, Марке. Най-старият карнавал в Италия[161]

Южна Италия
- Карнавал на Путиняно, в Путиняно, Пулия. Най-дългият карнавал в Италия и най-старият в Европа[162]

Островна Италия
- Карнавал на Ачиреале, в Ачиреале, Сицилия. Той е един от най-старите на острова, с парад на алегорични платформи и на платформи, украсени с цветя.
- Карнавал на Шака, в Шака, Сицилия. Един от най-известните в Сицилия, с паради на маски и алегорични платформи.
- Карнавал на Термини Имерезе, в Термини Имерезе, Сицилия. Един от най-старите в Италия и наследник на Карнавала в Палермо.
- Карнавал на Мамояда, в Мамояда, Сардиния (с характерните Mamuthones подобни на българските кукери)

- Венециански карнавал
- Исторически карнавал на Ивреа
- Карнавал на Баголино
- Карнавал на Виареджо
- Карнавал на Фано
- Карнавал на Путиняно
- Карнавал на Ачиреале
- Карнавал на Мамояда

Сред традициите изпъкват обредите на Страстната седмица на някои общини, както и различни други традиции като: 
- Инфиората на Дженцано (Infiorata di Genzano),[163] в Дженцано ди Рома, Лацио. Характеризира се с поставянето на флорален килим по маршрута на религиозната процесия по случай празника Корпус Домини.
- Сарацински турнир (Giostra del Saracino),[164] в Арецо, Тоскана. Конен турнир със средновековен произход, през юни и през септември
- Фестивалът на Чери-те (Festa dei ceri),[165] в Губио, Умбрия, 15 май. Състои се в пренасянето на три дървени вертикални поставки, увенчани със статуите на Свети Убалд (покровител на Губио), Свети Георги и Свети Антоний Велики. Това е едно от най-старите италиански фолклорни събития. Трите Чери представляват символа на регион Умбрия и са стилизирани в неговия банер и в официалния флаг.
- Турнир на Куинтана (Giostra della Quintana)[166], във Фолиньо, Умбрия. Историческо костюмирано събитие с 10-те двойки ездачи, представляващи съответните си области, които се състезават два пъти годишно: вечерта на втората или третата събота на юни е турнирът на предизвикателствата, а този на отмъщението – следобед на втората или третата неделя на септември.
- Фестивал на мистериите (Festa dei Misteri),[167] в Кампобасо, Молизе. Фестивалът е честване на Корпус Домини, който се провежда от 1768 г. Централната част сутрешният парад на т. нар „мистерии“: 13 носещи конструкции, създадени от известния скулптор Паоло Саверио Ди Дзино, като всяка структура представлява и празнува библейска „мистерия“ или светец.
- Палио на арбалета (Palio della Balestra[168]), между Губио и Сансеполкро, непрекъснато от XV век. В последната неделя на май в Губио и втората неделя на септември в Сансеполкро. Състои се в уцелване на мишена със стрела, изстреляна от арбалет на разстояние 36 метра. Историческото шествие е фонът на Палио с над четиристотин участници, облечени в средновековни (Губио) и ренесансови (Сенсеполкро) костюми.
- Турнир на мечката (Giostra dell'orso),[169] в Пистоя, Тоскана, от XIII век, на 25 юли, чества Св. Яков
- Игра на моста (Gioco del Ponte),[170] в Пиза, Тоскана. В последната събота на юни. Играта, в която магистратите (представляващи градските райони), събрани в южната и северната част на река Арно, се изправят един срещу друг, се състои, в съвременната версия, от бутане на количка по писта, специално монтирана на Средния мост. Преди битката има историческото шествие, съставено от 710 участници, от които 41 на коне, всички в костюми в испански стил от 16 век.
- Историческият флорентински футбол (Calcio storico fiorentino),[171] известен също като футбол на ливреи или костюмиран футбол – отборна игра с топка, напомпана с въздух, която отразява игра, която на латински се нарича harpastum. Може да се счита за предшественик на футболната игра, макар че поне в основите си много повече напомня на ръгби, с гарнитура от ръкопашни сблъсъци между бокса и свободната борба.
- Шахматна партия с живи фигури (Partita a Scacchi a personaggi viventi),[172] в Маростика, Венето. На всеки две години (четни години) през втория уикенд на септември. Традиция от 1923 г., вдъхновена от събитие от 1454 г., въпреки че няма исторически доказателства.

- Инфиората на Дженцано
- Сарацински турнир в Арецо
- Празник на чери-те в Губио
- Турнир на Куинтана във Фолиньо
- Палио на арбалета, Губио
- Исторически флорентински футбол

През 2013 г. големите раменни фестивали (вид католически процесии с носене на рамене на големи оброчни структури) са включени в Представителния списък на нематериалното културно наследство на човечеството в контекста на Конвенцията за опазване на нематериалното културно наследство на ЮНЕСКО. Фестивалите, включени сред нематериалното наследство, са:
- Вария на Палми (Varia di Palmi), в Палми, Калабрия, в чест на Пресвета Мария на Светото писмено, покровителка и закрилница на града, в последната неделя на август. Вария е огромна свещена колесница, която представлява Вселената и възнесението на Дева Мария в небето. Над колесницата, висока 16 метра, носена на раменете на 200 носачи, има фигури, представляващи Мадоната, Господ, апостолите и ангелите.
- Машина на Света Роза (Macchina di Santa Rosa), във Витербо, Лацио. На 3 септември на висока раменна вертикална структура се разнася статуята на Св. Роза – покровителката на града.
- Фестивал на Джили-те (Festa dei Gigli), в Нола, Кампания. Фестивал по повод патронния празник, посветен на Св. Павлин. С това събитие жителите на Нола си припомнят завръщането в града на Понтий Меропий Павлин от затвора на варварите през първата половина на V век. Джили са 25-метрови дървени конструкции украсявани с папиемаше, щукатури и др. на религиозни, исторически или актуални теми.
- Спускане на Кандалиерите (Faradda di li Candareri), в Сасари, Сардиния.[173][174] Фестивал вечерта преди тържеството на Успение Богородично (15 август), една от най-важните религиозни процесии на острова. От Късното средновековие. Спускането е танцуващо шествие, в което Candelieri (символични свещи, под формата на големи дървени колони) се носят на рамене от представители на древните работническите гилдии, на града.

- Верия на Палми
- Апарат на Св. Роза, Витербо
- Празник на Джилите, Нола
- Спускане на Джилите, Сасари

На 24 декември 1223 г. в Гречо свети Франциск от Асизи създава първата сцена на Рождество Христово (презепе). В Губио се издига най-голямата коледна елха в света.

### Фолклор
Сред типичните традиции на народната култура и фолклор на Италия са:
- Сàгра (Sagra): народен ежегоден фестивал от местен характер, които традиционно произлиза от религиозен фестивал, честван по случай освещаване или за отбелязване на светец (обикновено светецът покровител), но също така се използва за празнуване на реколтата или за популяризиране на местен хранителен и винен продукт. По време на фестивала обикновено се провеждат местният панаир, пазарът и различни тържества.
- Пàлио (Palio): характерно за Италия състезание между кварталите на един град или между териториални единици близо една до друга, като обикновено надбягването е с коне или с други животни. Има и палии, в които се състезават лодки, както и палии, които включват различни видове състезания.
- Кaрнавал (Carnevale): католически християнски подвижен празник или празничен сезон, който се провежда преди литургичния сезон на Великия пост и обикновено включва публични празненства, включително събития като паради, обществени улични партита и други развлечения, съчетаващи някои елементи на цирк. Италианският карнавал е свързан с регионалните маски. Венецианският карнавалът и този във Виареджо, но също и карнавалът в Ачиреале и карнавалът на Ивреа имат слава, която надхвърля националните граници и са дестинация за туристи както от Италия, така и от чужбина.
- Ферагòсто: народното италианско име за официалния празник Успение Богородично, честван на 15 август в повечето католически страни и с древноримски произход. По метонимия това е и периодът на лятната ваканция около този ден, който може да бъде дълъг уикенд (т. нар. „августовски мост“) или голямата част от август. Августовският ден традиционно е посветен на обед-пикник, барбекю, екскурзии извън града, огньове, фойерверки, а предвид сезонните горещини и на освежаващи гмуркания в басейни, морски, речни или езерни води. Широко разпространено е отиването на планина или хълмисти местности в търсене на освежаване.
- Бефàна:  фолклорна фигура, свързана с коледните празници, традиционна за някои италиански региони и впоследствие разпространена в цяла Италия. Според поверието това е старица, която лети на вехта метла, за да посети децата в нощта на 5 срещу 6 януари (нощта на Богоявление) и да напълни оставените от тях чорапи, специално закачени над камината или близо до прозореца: послушните през годината деца ще получат сладкиши, бонбони, сушени плодове или малки играчки, а непослушните – въгленче или чесън.

## Празници

### Официални
- 1 януари – Нова година (Capodanno)
- 6 януари – Богоявление (Epifania), на светско ниво има традицията на Бефана (La Befana)
- ** – Великден (Pasqua)
- ** – Светли понеделник (Il lunedì dell'Angelo или Pasquetta), понеделник след Великден.
- 25 април – Празник на освобождението (Festa della Liberazione): честване на освобождението на Италия от нацисткия фашизъм, края на нацистката окупация и окончателното падане на фашисткия режим (25 април 1945 г.)
- 1 май – Ден на труда (Festa dei lavoratori)
- 2 юни – Празник на Италианската република (Festa della Repubblica italiana)
- 15 август – Успение Богородично (Assunzione di Maria) и Ферагòсто (Ferragosto)
- 1 ноември – Вси светии (Ognissanti)
- 8 декември – Непорочното зачатие (Immacolata Concezione)
- 25 декември – Коледа (Рождество Христово) (Natale)
- 26 декември – Свети Стефан (Santo Stefano), ден на Стефан Първомъченик

Освен горепосочените други празнични (неработни) дни (на итал. giorni festivi, джорни фестѝви) в Италия са неделите и празниците на светията-покровител за дадени населено място. В Южен Тирол (Алто Адидже) Денят на Светия дух също е официален празник.

### Други
- 14 февруари – Свети Валентин (San Valentino), празник на влюбените
- 8 март – Празник на жената (Festa della donna)
- 19 март – Св. Йосиф (San Giuseppe) или Празник на бащата (Festa del papà)
- втора неделя на май – Празник на майката (Festa della mamma)
- 4 октомври – Св. Франциск от Асизи (Festa di San Francesco d'Assisi) – патрон на Италия
- 31 октомври – Хелоуин
- 4 ноември – Ден на победата от Първата световна война
- 31 декември – Свети Силвестър (San Silvestro)

Тези празници са работни дни в Италия.

## Италианска кухня
Италианската кухня, една от най-известните и ценени в света, разполага с широка гама от хранителни и винени продукти, много разнообразни от област на област, дължаща се както на исторически фактори (многобройни народи са я населявали през вековете), така и на климатично-териториални фактори, от планинския климат на Алпите до континенталния климат на Паданската низина до умерения климат на крайбрежните райони. В италианската кухня влияние оказват етруските, древните гърци, древните италийски племена, римляните и други.
Както и в други европейски средиземноморски страни, са налице отличителни черти и елементи, които характеризират Средиземноморската диета – хранителен модел, който използва естествени храни като бобови растения, зърнени култури, бяло месо и мазна риба, плодове и зеленчуци и малко мазнини (с преобладаващо използване на студено пресован зехтин), включена в Списъка на нематериалното наследство на човечеството на ЮНЕСКО през 2010 г. Някои храни, като пастата и пицата, са общопризнати символи на италианската кухня.
Традиционните италиански селскостопански и хранителни продукти са включени в специален списък от Министерството на земеделието. Към тях трябва да се добавят, съгласно Регламент на ЕО 510/2006, италианските DOP и IGP продукти и IGT, DOC и DOCG вина.
Някои асоциации, като Slow Food и Италианската академия по кулинария, се занимават с преоткриването на гастрономията и енологията и опазването на италианските регионални традиции.
Сред най-известните италиански готвачи са Гуалтиеро Маркези, Масимо Ботура, Енрико Бартолини, Масимилиано Алаямо, Надя Сантини, Джанфранко Висани, Бруно Барбиери, Антонино Кавачуоло, Карло Крако, Лучия Павин, Енрико Крипа, Нико Ромито и Джорджо Локатели.

### Храна
Пшеницата има изключително голямо значение в италианската кухня. Затова в Италия се отглеждат различни видове пшеница и други зърнени храни и затова има толкова различен и богат асортимент от брашна и паста. Зеленчуците и оризът са основните продукти за приготвяне на типични италиански предястия и ястия. Говеждото месо, свинското месо и рибата се приготвят по различни начини в различните провинции като за овкусяването им се използват зехтин много често и различни видове гъби и подправки. Зехтинът и някои типични италиански сосове (правени по стари рецепти) са неизменна част от повечето ястия. В Италия има над 1000 вида различни сирена и около 200 различни вида млечни изделия.
Десертите също са неизменна част от италианската традиция. Пример за това са тирамису, различни видове палачинки и изключителното разнообразие от кремове и сладоледи.

### Напитки
Италианските аристократи винаги са били любители на виното, също така и днес то е основния алкохол в Италия. Всяка провинция има различни традиции за приготвяне, бутилиране и съхранение на виното.

## Спорт
През 2020 г. в Италия има 44 национални спортни федерации, свързани с Италианския национален олимпийски комитет (CONI) с 4,2 млн. регистрирани спортисти към Националните спортни федерации (FDS) и 7,6 милиона регистрирани практикуващи към Организациите за насърчаване на спорта (EPS), и с 19 асоциирани спортни дисциплини. Италианската футболна федерация има най-голям брой членове с 1 024 726 регистрирани спортисти, следвана от Италианската федерация по тенис с 325 954 членове и Италианската волейболна федерация с 308 169 членове. През 2020 г. на аматьорско ниво има 21 млн. и 396 хил. души на възраст 3 и повече години, които практикуват един или повече спортове в свободното си време. От тях 15 млн. и 837 хиляди спортуват усърдно, а 5 млн. и 559 хил. спортуват от време на време. Броят на неспортуващите или неизвършващи физическа активност в Италия е 20 млн. и 583 хил. души.
Серия А на Италианското футболно първенство е едно от най-важните и следени футболни първенства в света, както и третото най-конкурентно в Европа според класацията, изготвена от УЕФА през 2023 г. Италианският национален отбор по футбол (т. нар. „Адзури“) е един от най-успешните, като печели четири световни първенства (1934, 1938 1982 и 2006), две европейски първенства (1968 и 2020) и една Олимпиада (1936).
Други популярни спортове включват:
- Баскетбол: европейски шампион през 1983 и 1999 г.
- Волейбол: световен шампион през 1995 г. и европейски шампион през 1989, 1993, 1995, 1999, 2003 и 2005 г.

- Ръгби
- Колоездене (с международни състезания като Обиколката на Италия и Милано-Санремо)
- Лека атлетика
- Фехтовка
- Водни спортове, като плуване, водна топка (световен шампион през 1978, 1994 и 2011 г., и европейски шампион през 1947, 1993 и 1995 г.) и скок във вода

В моторните спортове (автомобилни състезания и мотоциклетизъм) са важни пистите на Монца, Имола, Мизано и Муджело, производителите на мотоциклети като Априлия, Джилера, МВ Агуста и Дукати, и производителите на автомобили като Ламборгини или Ферари. Ферари във Формула 1 държи рекорда за титли за пилоти и конструктори, за победи за единични състезания и за непрекъснато присъствие от създаването на Световния шампионат на Формула 1.
Рим е домакин на Летните олипийски игри през 1960 г. и на Първите параолимпийски игри през същата година, Кортина д'Ампецо на Зимните олимпийски игри през 1956 г. и Торино на Зимните олимпийски игри през 2006 г.
Светлосинята фланелка е униформата, приета от почти всички спортни отбори, които представляват Италия в международен план.
Въпреки тежките санкции на спортните федерации италианският спорт също страда от негативни ефекти като разпространението на допинг сред спортисти, професионалисти и аматьори, корупция (с Калчополи през 2006 г.), икономически ексцесии, насилие на стадиони и дискриминация.

## Граници
|  | Тази страница частично или изцяло представлява превод на страницата Italia в Уикипедия на италиански. Оригиналният текст, както и този превод, са защитени от Лиценза „Криейтив Комънс – Признание – Споделяне на споделеното“, а за съдържание, създадено преди юни 2009 година – от Лиценза за свободна документация на ГНУ. Прегледайте историята на редакциите на оригиналната страница, както и на преводната страница, за да видите списъка на съавторите. ВАЖНО: Този шаблон се отнася единствено до авторските права върху съдържанието на статията. Добавянето му не отменя изискването да се посочват конкретни източници на твърденията, които да бъдат благонадеждни. |